# Città di Londra
La Città di Londra (in inglese City of London e universalmente nota come la City per antonomasia) è un distretto speciale che occupa la porzione centrale e più antica dell'agglomerato urbano, nonché una delle due contee della metropoli (la seconda è la Grande Londra).
La Città ha circa 9000 abitanti, ma vi lavorano oltre 300000 persone, soprattutto nel settore dei servizi finanziari e assicurativi: la City, infatti, è un importante centro economico e finanziario che, fin dal XIX secolo, è considerato uno dei più importanti del mondo tanto da risultare, nel 2008, primo nell'indice dei centri del commercio mondiale pubblicato da Mastercard.
Spesso ci si riferisce alla Città di Londra semplicemente come "the City" oppure solo come "City", con la "c" maiuscola, per differenziarla dalla città, ed è anche colloquialmente nota come "Square Mile" (in italiano Miglio quadrato), a causa della sua estensione di 1,12 miglia quadrate (2,90 km²). Entrambi questi termini sono spesso usati come metonimie per riferirsi al settore commerciale e finanziario del Regno Unito, poiché la zona della City è ampiamente legata, fin dalla sua fondazione, a questi settori lavorativi.
Il toponimo "Londra" è ora normalmente utilizzato per indicare un'area molto più vasta della sola City of London: Londra, infatti, è anche il nome adottato dall'intera città, comprendente 32 borghi oltre alla Città di Londra stessa. Quest'uso del toponimo è stato documentato fin dal XVI secolo.

## Geografia fisica
La Città di Londra è la più piccola contea cerimoniale per superficie e popolazione dell'Inghilterra, ma la quarta più densamente popolata. Dei 314 distretti dell'Inghilterra è il più piccolo per estensione ed è il secondo più piccolo per numero di abitanti, dopo le isole Scilly.
L'altitudine della Città oscilla dal livello del mare, presso il Tamigi, a 21,6 metri, presso l'incrocio tra High Holborn e Chancery Lane. Due piccole, ma importanti, colline si trovano all'interno del nucleo storico della City: Ludgate Hill a ovest e Cornhill a est. Tra di loro correva il Walbrook, uno dei tanti fiumi "perduti" di Londra (un altro, nella Città, è il Fleet).

### Confini

I confini della Città: nella mappa sono mostrati i borghi londinesi confinanti e i confini precedenti al 1994 (in rosso). In azzurro è segnata l'area dell'Inner e Middle Temple (su cui la City non ha giurisdizione)

Cominciando da ovest, dove la Città di Londra confina con la città di Westminster, il confine attraversa il Victoria Embankment dal Tamigi, passa a ovest di Middle Temple, poi gira per un breve tratto lungo lo Strand e poi a nord fino Chancery Lane, dove confina con il borgo di Camden. A questo punto, presso Holborn, il confine gira verso est fino a Holborn Circus, e poi verso nord-est, lungo Charterhouse Street. Come si attraversa Farringdon Road il confine diventa con Islington. Lungo questa direzione continua fino ad Aldersgate, poi prosegue a nord e, all'incrocio tra Goswell Road e Baltic Street North, gira verso est: in questo punto, il confine è al punto più settentrionale della City. Il confine include tutto il complesso di Barbican e prosegue verso est lungo Ropemaker Street e la sua continuazione (a partire dal lato opposto di Moorgate), South Place. Il confine gira, ancora una volta, verso nord, raggiungendo il confine con il borgo di Hackney, poi proseguendo lungo alcune strade secondarie, raggiunge Worship Street. Il confine gira, poi, verso sud presso Norton Folgate e diventa il confine con il borgo di Tower Hamlets. Si prosegue in direzione sud lungo Bishopsgate, e comprende alcune stradine della zona di Middlesex Street (come Petticoat Lane) dove prosegue in direzione sud-est. Il confine, a questo punto, gira verso sud-ovest, attraversando la Minories (a.u.c: monastero Clarisse), in modo da escludere la Torre di Londra, e poi raggiunge il fiume.
Nel Tamigi, il confine corre pressoché al centro, con l'eccezione del ponte dei Frati Neri (Blackfriars Bridge) e London Bridge che rientrano sotto la giurisdizione della City.
I confini sono segnati da paletti neri recanti l'emblemi araldici della Città, e da pali sormontati da drago, posizionati lungo le arterie principali come al High Holborn e al Aldgate qv: la mappa ufficiale del confine, con la ripartizione dei rioni.
In alcune aree, il quartiere finanziario si estende leggermente oltre i confini, in particolare a nord e a est, all'interno dei borghi londinesi di Tower Hamlets, di Hackney e di Islington, sebbene, informalmente, queste zone sono considerati come parte del Square Mile.
Dagli anni novanta la frangia orientale, che si estende in Hackney e in Tower Hamlets, a causa della maggiore disponibilità di grandi spazi, comparati a quelli della City, è sempre più diventata un centro per lo sviluppo di edifici adibiti a uffici.

### Clima
La stazione meteorologa più vicina è stata, fino al 2010, anno della cessazione delle attività di questa, la London Weather Centre di Kingsway a Holborn; ora la stazione di St. James Park fornisce i dati più vicini per la temperatura della Città di Londra.
La Città ha un clima oceanico (Köppen: Cfb), modificato dall'isola di calore urbana nel centro di Londra: questo provoca temperature minime notturne generalmente superiori rispetto alle aree periferiche. Per esempio la temperatura minima media di agosto è di 14,7 °C, maggiore se paragonata alla temperatura di Greenwich, di Heathrow e di Wisley.
Non sorprendentemente, la stazione meteo detiene il record di temperatura minima notturna più calda del Regno Unito, 24,0 °C, registrato il 4 agosto 1990. Il massimo, 37,6 °C, è stato registrato il 10 agosto 2003, mentre il minimo assoluto è solamente di −8,2 °C (maggiore rispetto alle temperature registrate verso le zone periferiche, intorno a −15,0 °C).
I dati riportati sono riferiti al periodo 1971-2000:
| London Weather Centre | Mesi | Mesi | Mesi | Mesi | Mesi | Mesi | Mesi | Mesi | Mesi | Mesi | Mesi | Mesi | Stagioni | Stagioni | Stagioni | Stagioni | Anno |
| London Weather Centre | Gen  | Feb  | Mar  | Apr  | Mag  | Giu  | Lug  | Ago  | Set  | Ott  | Nov  | Dic  | Inv      | Pri      | Est      | Aut      | Anno |
| --------------------- | ---- | ---- | ---- | ---- | ---- | ---- | ---- | ---- | ---- | ---- | ---- | ---- | -------- | -------- | -------- | -------- | ---- |
| T. max. media (°C)    | 8,3  | 8,5  | 11,1 | 13,5 | 17,1 | 20,0 | 22,6 | 22,5 | 19,3 | 15,3 | 11,2 | 9,1  | 8,6      | 13,9     | 21,7     | 15,3     | 14,9 |
| T. min. media (°C)    | 3,7  | 3,4  | 5,0  | 6,4  | 8,4  | 12,3 | 14,6 | 14,7 | 12,5 | 9,6  | 6,2  | 4,7  | 3,9      | 6,6      | 13,9     | 9,4      | 8,5  |

## Storia

### Origini

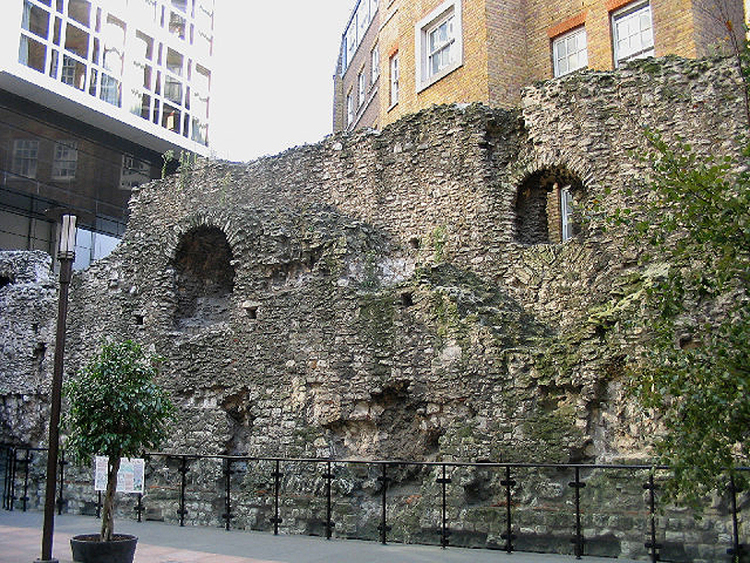
Resti dei bastioni di Londra, costruito nel 200 d.C., nei pressi di Tower Hill

Si ritiene ampiamente che Londinium sia stata fondata da dei mercanti come porto commerciale sulla bacino di marea del Tamigi intorno al 47 d.C., durante i primi anni dell'occupazione romana della Britannia. Tuttavia, questa data è solamente una supposizione: i Romani non hanno lasciato alcuna traccia di quando e come la città sia stata fondata e la prima volta che Londinium viene menzionata è negli annali di Tacito (nel 61 d.C.), nei quali si afferma che la città era una tra le città saccheggiate dagli iceni, guidati dalla loro regina Budicca.

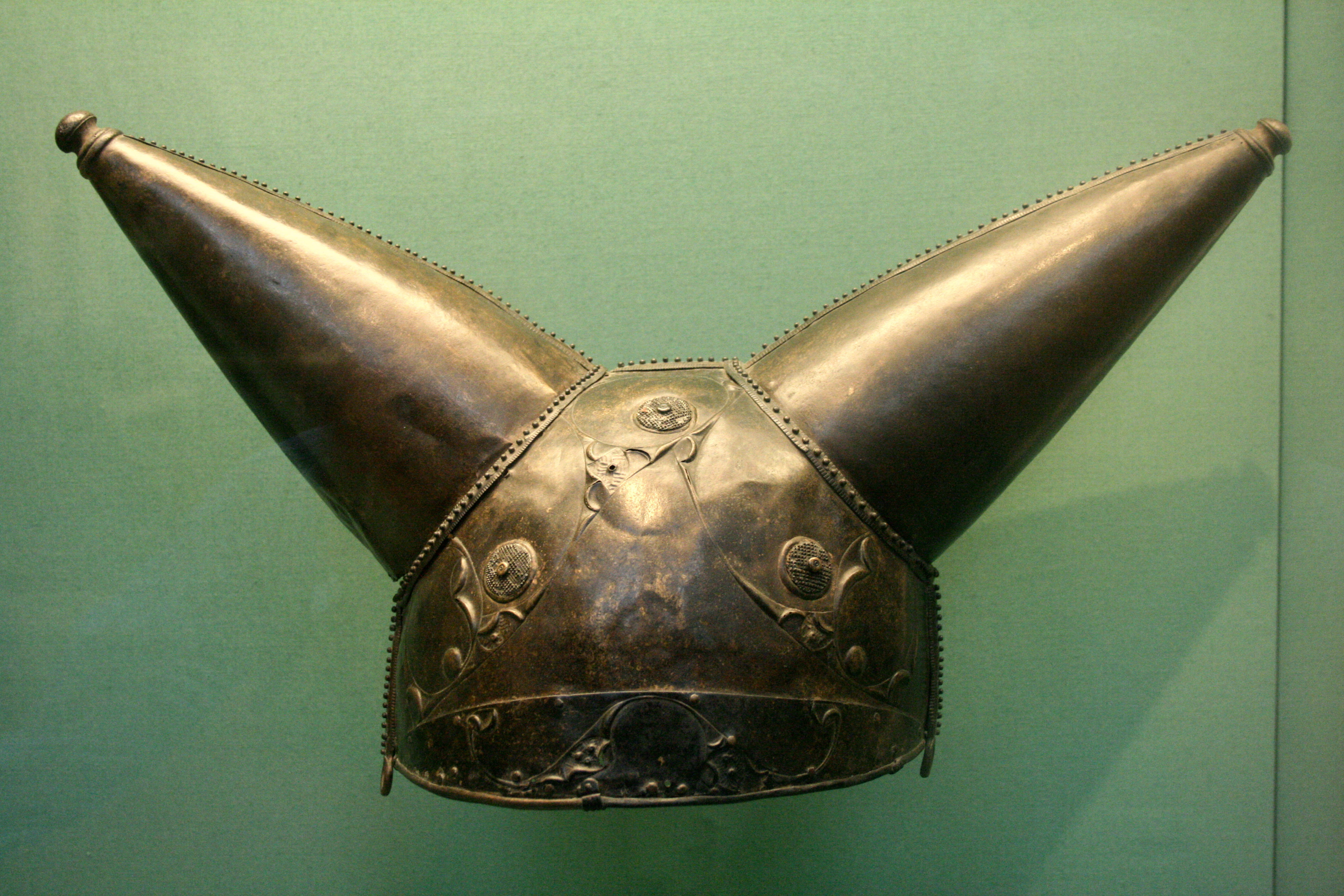
L'"elmetto di Waterloo", databile tra il 150 e il 20 a.C., trovato nel Tamigi (British Museum)

Molti storici, tuttavia, basandosi su prove fornite dall'archeologia e dalle leggende letterarie gallesi, ritengono che Londra sia stata fondata qualche tempo prima della conquista romana della Britannia del 43 d.C. Gli archeologi hanno sostenuto questa teoria in quanto la metà dei reperti artistici e di oggetti dell'età del ferro in Gran Bretagna è stata trovata nella zona di Londra. Uno degli esempi più importanti è il famoso "elmetto di Waterloo", dragato dal Tamigi nei primi anni 60 dell'Ottocento e ora esposto al British Museum.
Inoltre, secondo un'antica leggenda gallese, un re di nome Lud ampliò e migliorò notevolmente un insediamento preesistente a Londra, che venne rinominato dopo di lui, e ivi andò a risiedervi. La stessa tradizione racconta che questo Lud sia stato poi sepolto a Ludgate (in gallese: Porthlud).

"Llydd era il figlio maggiore. E dopo che suo padre (Beli Mawr) morì ha preso il governo dell'isola. Ed egli rafforzò le mura di Llvndain, circondò la città con numerose cascine, e visse in questa per la maggior parte dell'anno. Ed egli aveva costruito all'interno delle mura cittadine splendidi edifici simili ai quali non erano stati visti in tutti i paesi. E la chiamò Kaer Lvdd'; e alla fine fu chiamata Kaer Lvndain. E, dopo l'arrivo della nazione straniera in questa, è stato chiamato Kaer Lwndwn''".
Ystorya Brenhined y Brytanyeit, Jesus MS. LXI.
Tuttavia, è certo che dopo la conquista dei Romani si sviluppò l'insediamento e il porto nella zona della bassa valle del fiume Walbrook, all'estuario con il Tamigi. Dopo la distruzione della città da parte delle tribù guidate da Budicca nel 60 d.C., la città fu interamente ricostruita con le caratteristiche di una civitas: la nuova città venne fortificata era prospera e crebbe fino a diventare il più grande insediamento della provincia della Britannia entro la fine del I secolo. Con l'inizio del II secolo, Londinium aveva sostituito Camulodunum (l'attuale Colchester, nell'Essex) come capitale della Britannia.
Al suo punto di massima espansione, la città romana aveva una popolazione di circa 45-60.000 abitanti. I Romani costruirono i bastioni di Londra nel periodo compreso tra il 190 e il 225 d.C.; i confini della città romana erano simili a quelli della City di oggi, anche se Londinium non si estendeva a ovest rispetto a Ludgate o il fiume Fleet e il Tamigi era notevolmente più ampio di quello che è oggi (quindi il litorale della città era più a nord della sua posizione attuale). I Romani costruirono un ponte attraverso il fiume, già nel 50 d.C., vicino a dove si trova oggi il London Bridge.
Un certo numero di siti e manufatti romani può essere visto nella Città di Londra, tra cui il tempio di Mitra (a Walbrook), alcune sezioni del muro di Londra (presso il Barbican e vicino a Tower Hill), la Pietra di Londra (lungo Cannon Street) e resti dell'anfiteatro (sotto la Guildhall). Il Museo di Londra detiene molti dei reperti romani e dispone di mostre romane permanenti, oltre a essere una fonte di informazioni sulla Londra romana in generale.

### Declino
A seguito della costruzione dei bastioni di Londra, le fortune della città incominciarono a declinare, specialmente a causa di problemi dovuti alla peste e agli incendi. L'Impero Romano entrò in un lungo periodo di instabilità e declino; in questo periodo si registra, inoltre, anche la rivolta di Carausio in Britannia. Nel III e IV secolo, la città venne posta sotto attacco da predoni pitti, scozzesi e sassoni. Il declino continuò, sia per Londinium che l'Impero, fino a che nel 410 d.C. i Romani si ritirarono definitivamente dalla Gran Bretagna. Molti degli edifici pubblici romani a Londinium caddero in rovina e in disuso, e gradualmente dopo il ritiro dalla città questa divenne quasi (se non completamente) disabitata. Il centro del commercio e della popolazione si allontanò dalla Città murata verso Lundenwic ("mercato di Londra", in italiano), un insediamento a ovest di Londinium, all'incirca nell'area compresa tra lo Strand, Aldwych e Covent Garden.

### Restaurazione anglosassone

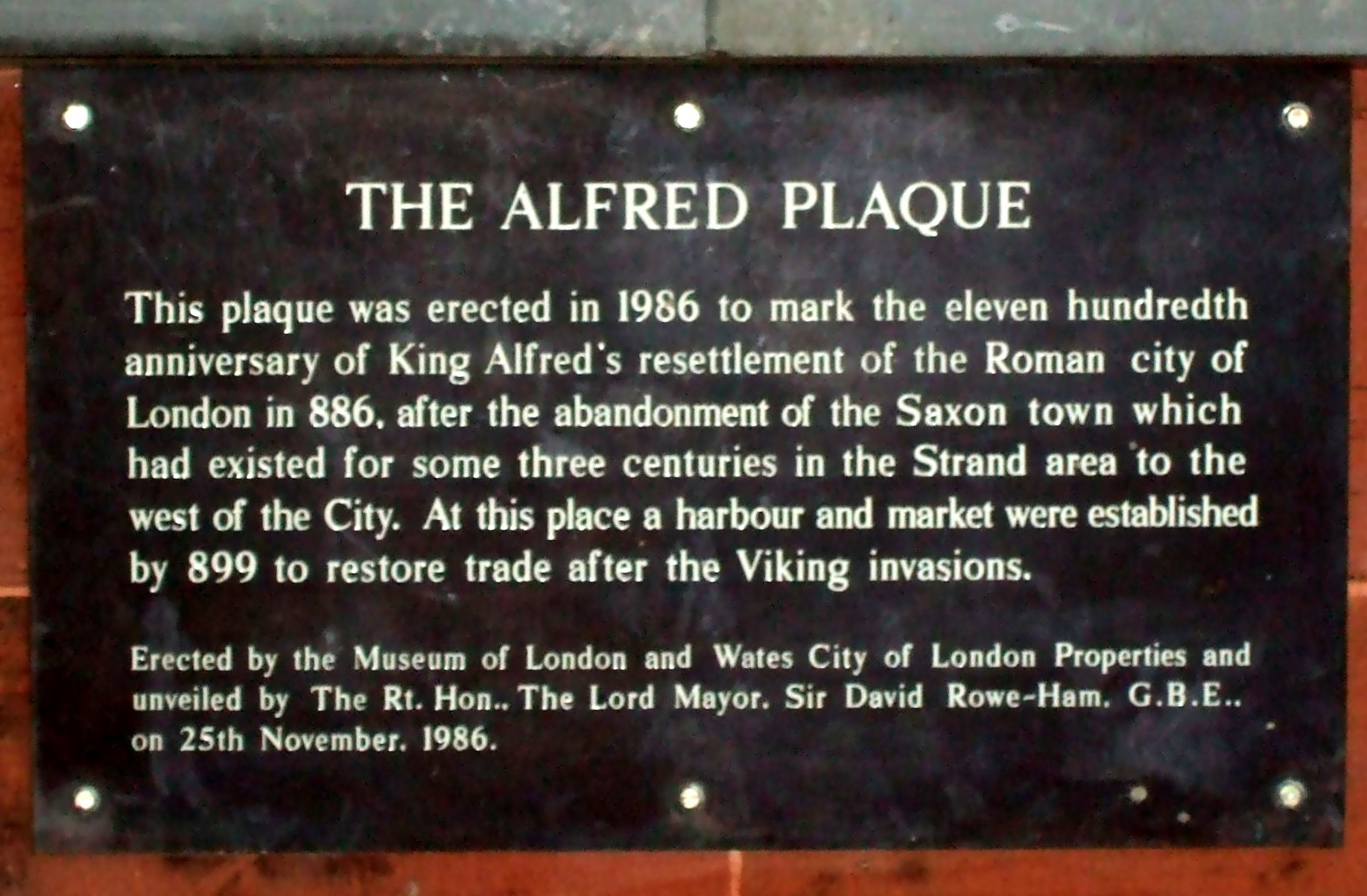
Targa apposta vicino al Southwark Bridge che ricorda le attività svolte durante l'epoca del re Alfredo

Durante l'eptarchia anglosassone, la zona di Londra divenne, in turno, del regno dell'Essex, del regno di Mercia e poi del Wessex; inoltre, dalla metà dell'VIII secolo Londra fu frequentemente sotto la minaccia e il controllo dei vichinghi.
Beda riporta che nel 604 d.C. Sant'Agostino consacrò Mellito di Canterbury come il primo vescovo del regno anglosassone dei sassoni d'oriente e il loro re Saebert. Lo zio e padrone di Saebert, il re Etelberto, costruì una chiesa dedicata a San Paolo a Londra, come sede del nuovo vescovo. Si presume, benché non sia dimostrato, che questa prima cattedrale anglosassone si trovasse sullo stesso sito della successiva cattedrale medievale e l'attuale.
Alfredo il Grande, re del Wessex e probabilmente il primo re degli "inglesi", occupò e iniziò il reinsediamento nell'area della vecchia cinta muraria romana, in 886, e incaricò il suo figlio adottivo, il conte Aethelred di Mercia, per la riconquista del territorio occupato dai vichinghi dell'Inghilterra. L'insediamento anglosassone nuovamente fortificato era conosciuto come Lundenburh ("Forte di Londra", in italiano). Lo storico Asser asserì che "Alfred, re degli Anglosassoni, restaurò la città di Londra splendidamente... e la rese abitabile, ancora una volta". Il "restauro" di Alfred comportò la rioccupazione e la ristrutturazione della città all'interno della cinta muraria romana, che era, allora, quasi deserta, la costruzione di banchine lungo il Tamigi, e la posa di un nuovo piano di strada della città.
La presa di Londra da parte di Alfred e la ricostruzione della vecchia città romana fu un punto di svolta nella storia, non solo come fondazione stabile della Città di Londra, ma anche come parte di un momento unificante dell'Inghilterra, nel quale il Wessex stava diventando il regno inglese dominante e stava respingendo (in qualche misura), l'occupazione vichinga e incursioni. Infatti, a partire da questo periodo a Londra e nell'intera Inghilterra, sebbene si siano verificate, nel tempo, ulteriori incursioni e occupazioni vichinghe e danesi, il regno d'Inghilterra ebbe la meglio.
Nel X secolo, il re Atelstano permise la fondazione di otto zecche, rispetto ai sei nella precedente capitale, Winchester, come a indicare la ricchezza della città. Il London Bridge, che era caduto in rovina in seguito all'evacuazione romana e l'abbandono di Londinium, fu ricostruito dai sassoni, ma venne periodicamente distrutto sia da incursioni vichinghe che da tempeste.
Dato che il fulcro del commercio e della popolazione venne spostato nuovamente all'interno delle antiche mura romane, il vecchio insediamento sassone di Lundenwic venne in gran parte abbandonato e, pertanto, si guadagnò il nome di Ealdwic ("vecchio insediamento", in italiano). Questo toponimo sopravvive oggi come Aldwych, il nome della zona che si trova tra la città di Westminster e la Città di Londra.

### Medioevo

Mappa di Londra nel 1300 circa

Dopo la battaglia di Hastings, Guglielmo il Conquistatore marciò su Londra (arrivando fino a Southwark), ma non riuscì ad attraversare il London Bridge e sconfiggere i londinesi. Alla fine, egli ha attraversato il fiume Tamigi a Wallingford, saccheggiando durante la marcia. Piuttosto che continuare la guerra, Edgardo Atheling, Edwin di Mercia e Morcar di Northumbria si arresero presso Berkhamsted.
Il re Guglielmo concesse ai cittadini di Londra un atto costitutivo, nel 1075: la City fu uno dei pochi esempi di città inglese dotata di una qualche autorità. I dati della Città di Londra, tuttavia, erano presenti dal Domesday Book.
Guglielmo costruì tre castelli nelle vicinanze, per mantenere i londinesi calmi:
- la Torre di Londra;
- il Castello di Baynard;
- la Torre di Montfichet.

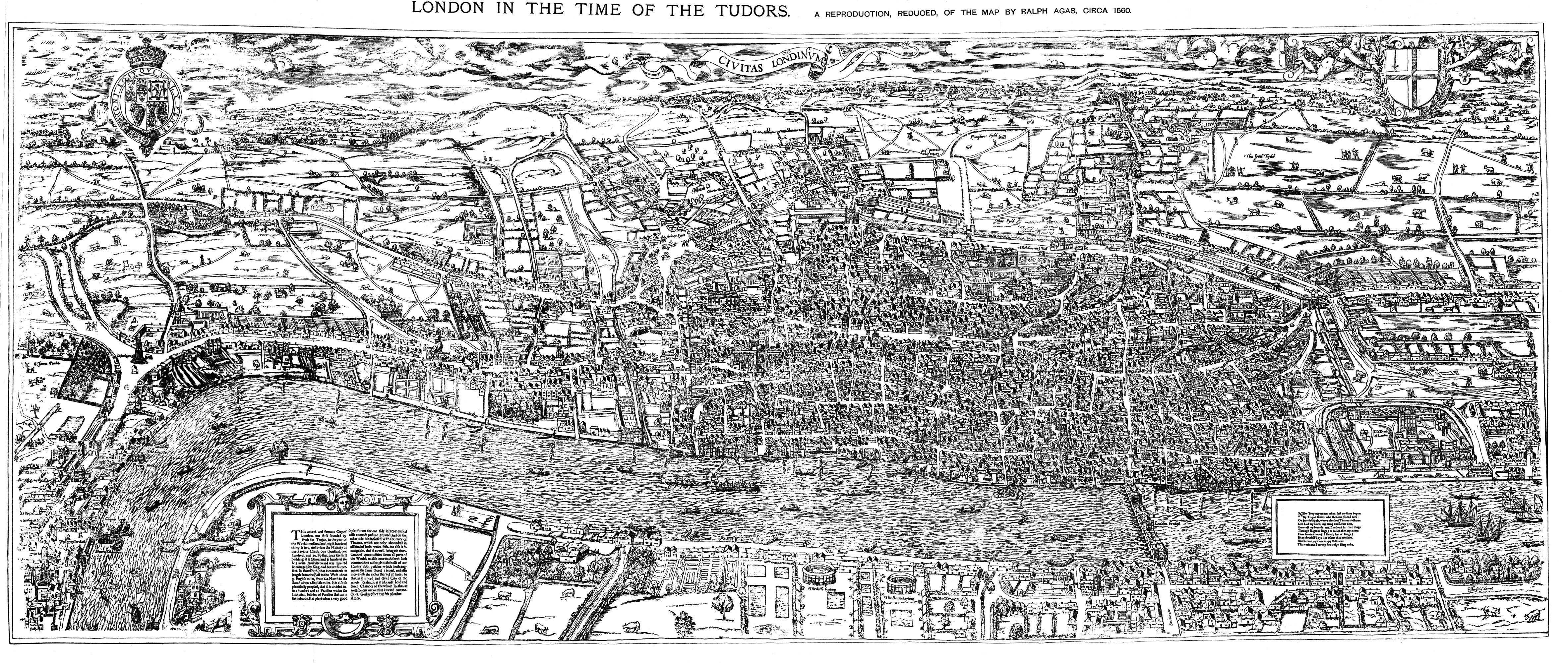
Civitas Londinium; Agas' Map of London, (1570–1605?)

Nel 1130 circa Enrico I concesse uno sceriffo di Londra, insieme con il controllo della contea del Middlesex: ciò significava che, dal punto di vista amministrativo, le due entità venivano considerate come una unica (ma non che la contea era una dipendenza della Città di Londra) fino al Local Government Act del 1888.
Nel 1141 l'intero corpo della cittadinanza cominciò a essere considerato un'unica comunità: questo "comune" può considerarsi come l'antenato della Corporazione della Città di Londra e i cittadini guadagnarono il diritto di nominare, con il consenso del re, un sindaco nel 1189, e di eleggere direttamente il sindaco dal 1215.
La Città è composta da 25 antichi rioni, ciascuno guidato da un aldermanno, che presiede il wardmote, un incontro degli abitanti del distretto che ancora hanno luogo almeno una volta all'anno. Precedentemente si teneva un folkmoot, tenuto per l'intera Città presso la croce esterna della cattedrale di San Paolo. Molti degli uffici e delle tradizioni medievali continuano oggi a esistere, dimostrando la natura unica della Città e della sua Corporazione.

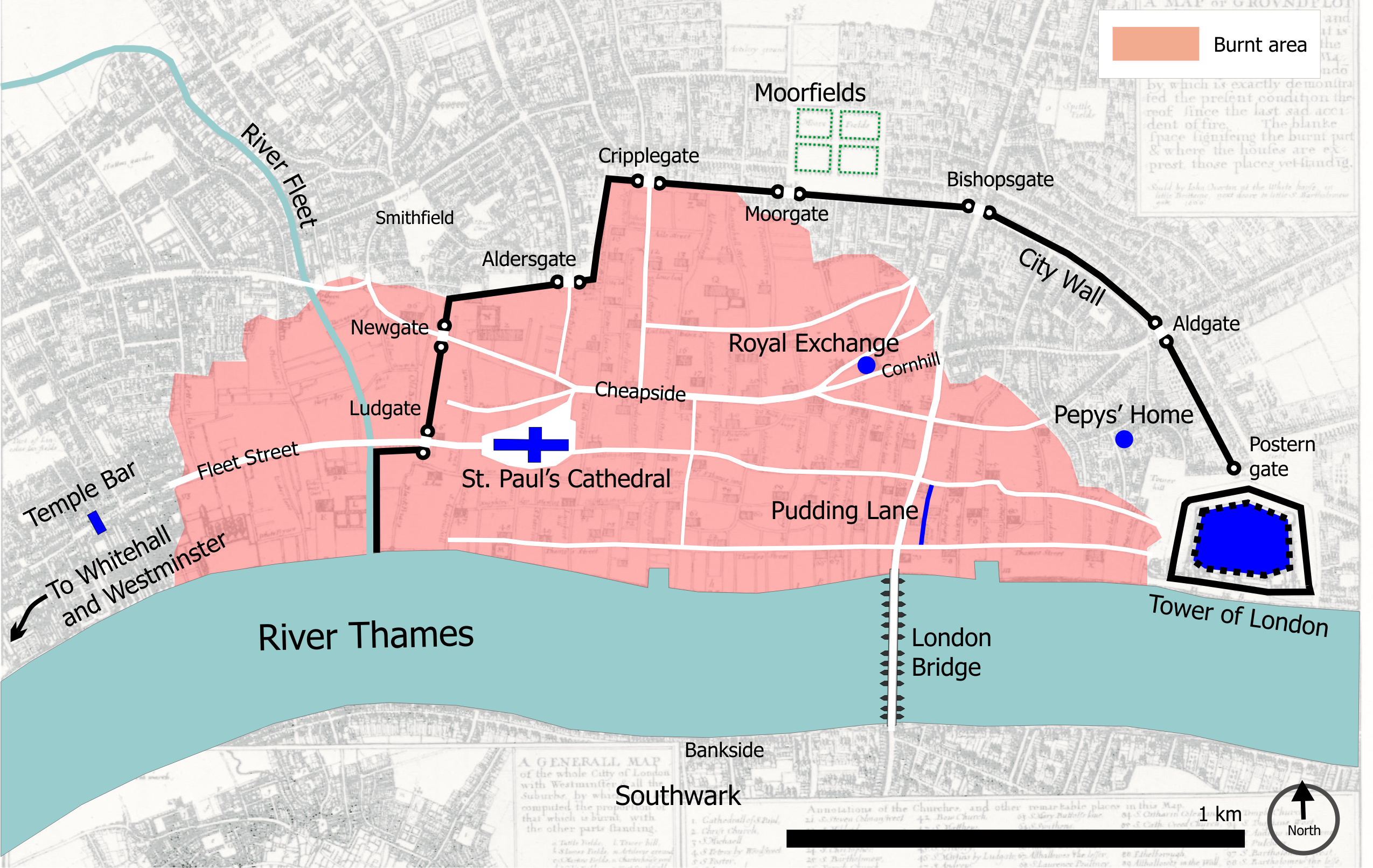
Mappa raffigurante l'estensione del grande incendio di Londra del 1666

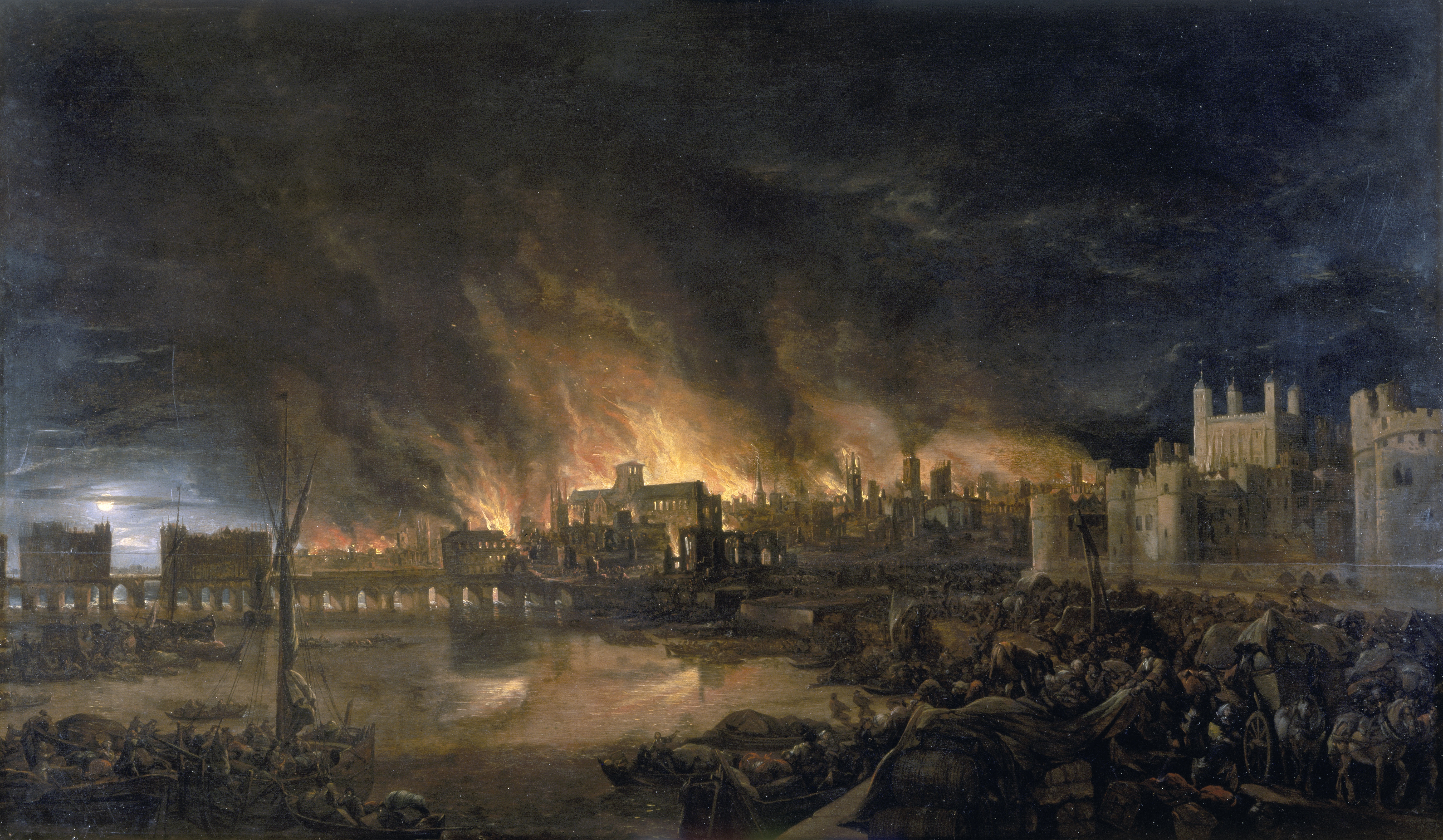
Il grande incendio di Londra distrusse l'80% circa della Città di Londra

La città subì incendi in una serie di occasioni, i peggiori dei quali furono quelli del 1123 e, il più famoso, il grande incendio di Londra del 1666. Dopo l'incendio del 1666 una serie di piani furono elaborati per rimodellare la Città e la configurazione delle strade tipiche delle città in stile rinascimentale, con isolati urbani programmati, piazze e viali. Questi piani rimasero quasi interamente non attualizzati e la configurazione delle strade medievali riemerse quasi intatta.

### Inizio dell'età moderna
Entro la fine del XVI secolo Londra divenne sempre più un importante centro per il settore bancario, per il commercio internazionale e per il commercio. Il Royal Exchange venne fondato nel 1565 da Sir Thomas Gresham come centro del commercio per i commercianti di Londra, e ha guadagnato il patrocinio "Reale" nel 1571. Anche se non più utilizzato per il suo scopo originario la posizione del Royal Exchange, all'angolo tra Cornhill e Threadneedle Street, continua a essere il centro del nucleo dei servizi bancari e finanziari della City, con la Banca d'Inghilterra, spostata nella sede attuale nel 1734, di fronte al Royal Exchange lungo la Threadneedle Street. Immediatamente a sud di Cornhill, lungo la Lombard Street, aprì nel 1691 la Lloyd's Coffee House, che sarebbe diventata, successivamente, il leader del mercato assicurativo a livello mondiale. Il settore assicurativo di Londra continua ad essere basata nella zona, in particolare lungo Lime Street.
Nel 1708 il capolavoro di Sir Christopher Wren, la cattedrale di San Paolo, venne completato il giorno del suo compleanno; tuttavia il primo servizio si svolse il 2 dicembre 1697, più di dieci anni prima del completamento dell'edificio. La cattedrale sostituì l'originale cattedrale di San Paolo, che fu completamente distrutta nel grande incendio di Londra; la cattedrale del 1708 è considerata una delle più belle cattedrali in Gran Bretagna e un bell'esempio di architettura barocca.

### Sviluppo di Londra
Il XVIII secolo fu un periodo di rapida crescita per Londra, riflettendo un aumento della popolazione a livello nazionale, i primi vagiti della rivoluzione industriale e il ruolo di Londra al centro della evoluzione dell'impero britannico. L'area urbana cominciò a estendersi oltre i confini della Città di Londra, in particolare, durante questo periodo, verso il West End e Westminster.
L'espansione proseguì e divenne più rapido entro l'inizio del XIX secolo, con Londra in crescita in tutte le direzioni. A est, il porto di Londra crebbe rapidamente nel corso del secolo, con la costruzione di numerosi bacini, necessari in quanto il Tamigi, presso la City, non riuscì più a fare fronte con il volume degli scambi.
L'arrivo delle ferrovie e la metropolitana ha fatto sì che Londra potesse espandersi su una superficie molto maggiore: entro la metà del XIX secolo, mentre Londra si espandeva ancora in demografia e superficie, la Città di Londra era diventata solo una piccola parte della metropoli sempre più ampia.

### Dal XIX secolo a oggi

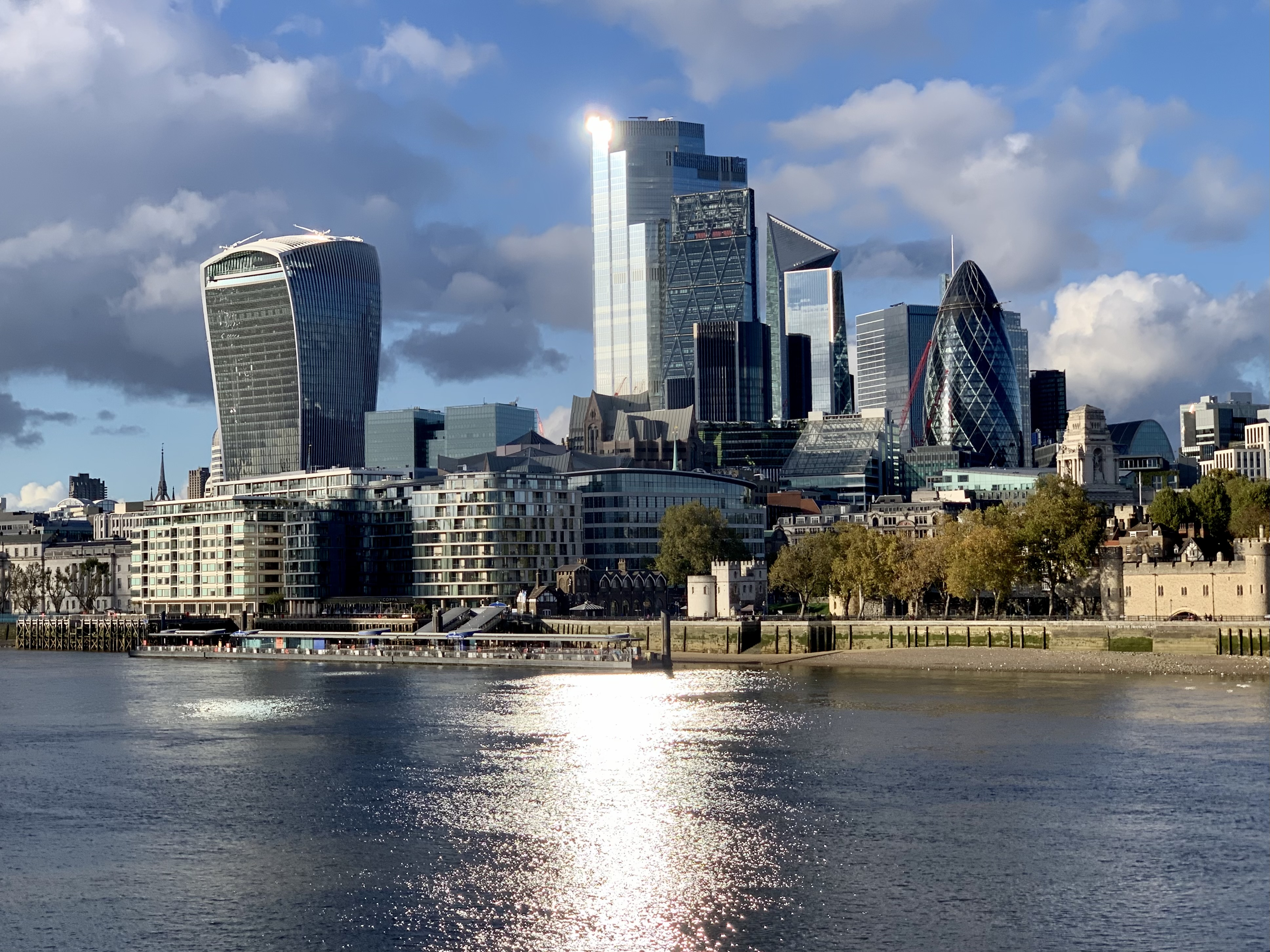
Grattacieli della City visti dal Tower Bridge

Un tentativo venne compiuto dalla "Reale commissione sulla fusione della Città e la Contea di Londra" (Royal Commission on the Amalgamation of the City and County of London, in inglese), nel 1894, con l'obiettivo di porre fine alla distinzione tra la City e la Contea circostante di Londra; tuttavia, siccome questo significava un spostamento di governo presso Westminster, l'opzione non fu attuata. La Città di Londra, come sistema politico distinto, sopravvisse nonostante la sua posizione all'interno della conurbazione di Londra e numerose riforme del governo locale.
A sostenere questo stato, la City era un borgo parlamentare speciale che eleggeva quattro membri alla Camera non-riformata dei Comuni, i quali furono conservati dopo il Reform Act del 1832 ma furono ridotti a due a seguito della Redistribution of Seats Act del 1885. Tuttavia, cessò di essere un collegio elettorale separato a causa del Representation of the People Act del 1948: da allora la City è una minoranza (in termini di popolazione e superficie) della circoscrizione elettorale delle Città di Londra e Westminster.
La popolazione della Città decrebbe rapidamente nel corso del XIX secolo e attraverso la maggior parte del XX secolo, in quanto un ampio numero di residenti si trasferirono verso l'esterno in tutte le direzioni per vasti sobborghi di Londra, e molti edifici residenziali vennero demoliti per fare posto a palazzi adibiti a uffici. Come molte aree di Londra e altre città britanniche, la Città fu vittima di bombardamenti aerei, altamente distruttivi, in larga scala durante la seconda guerra mondiale, in particolare durante il cosiddetto Blitz. Mentre la cattedrale di San Paolo sopravvisse ai bombardamenti, ampie fasce della zona non furono risparmiate e le incursioni furono particolarmente pesanti nel tardo dicembre 1940, i quali portarono a una "tempesta di fuoco" chiamata il "secondo grande incendio di Londra".
Ci fu un importante programma di ricostruzione nei decenni successivi alla guerra, in alcune parti (come al Barbican), alterando drammaticamente il paesaggio urbano. La distruzione del tessuto storico vecchio permise la costruzione di sviluppi moderni e su larga scala, mentre nelle parti non colpite dai danni dei bombardamenti la Città conserva il suo carattere precedente con edifici più piccoli. Lo schema stradale, che è ancora in gran parte medievale, è stato leggermente modificato in alcuni punti, benché vi sia una più recente tendenza a invertire alcune delle modifiche moderniste apportate nel dopoguerra, come in Paternoster Square.
Gli anni 70 hanno visto la costruzione di grattacieli adibiti a uffici tra cui la Natwest Tower, che, con i suoi 183 metri e 47 piani, è stato il primo grattacielo del Regno Unito. Lo sviluppo di grattacieli si è intensificato soprattutto nelle parti centrali, settentrionali e orientali della Città di Londra, con grattacieli che comprendono il 30 St Mary Axe (The Gherkin), il Leadenhall Building (The Cheesegrater), il 20 Fenchurch Street (The Walkie-Talkie), la Broadgate Tower e la Heron Tower, il grattacielo più alto della City. Un altro grattacielo, 22 Bishopsgate, è attualmente in costruzione.

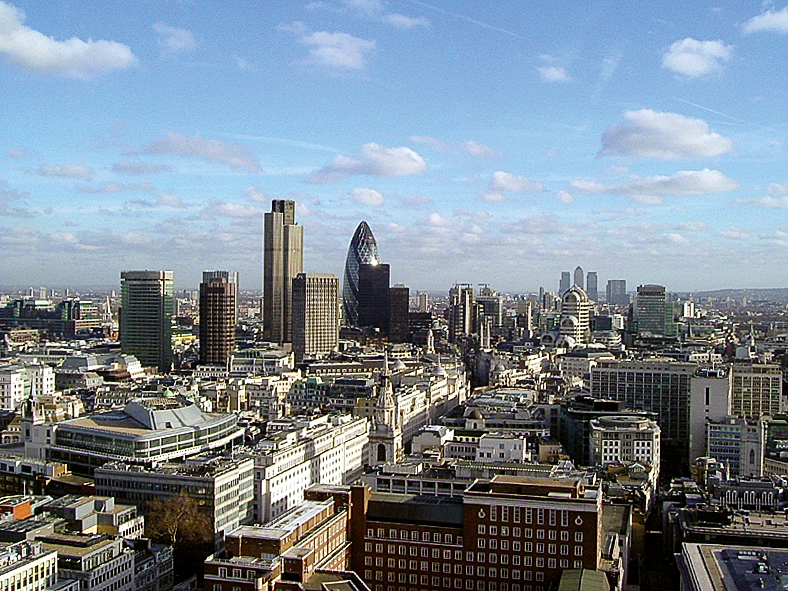
La parte orientale della City vista dalla Cattedrale di St. Paul. Si nota l'originale forma del 30 St Mary Axe. All'orizzonte a destra si distinguono le costruzioni di Canary Wharf

La principale sezione residenziale della Città di Londra a oggi è il Barbican Estate, costruito tra il 1965 e il 1976. Il Museum of London ha sede presso il Barbican, similmente a una serie di altri servizi forniti dalla Corporazione della Città di Londra.
Al giorno d'oggi, se si escludono i servizi finanziari, gran parte delle funzioni metropolitane londinesi e della stessa vita cittadina gravitano in zone esterne alla City, specialmente nel West End. Ciò risulta anche dal diverso grado d'affollamento nelle diverse ore del giorno: se la popolazione residente è inferiore a 8.000 persone, durante l'apertura degli uffici "il Miglio Quadrato" (the Square Mile, come la City viene chiamata dai londinesi) ne ospita oltre 300.000.

### La City odierna
L'area più moderna di Londra, guidata dal municipio di Guildhall, è allo stesso tempo anche la più antica. Non sono molti a sapere che la City di Londra, il centro della finanza di tutto il mondo, è anche il nucleo originario di questa grande metropoli. Un'area ben definita all'interno della Città, per la precisione un Miglio quadrato, the Square Mile come viene chiamata dai londinesi.
Alla fine del 2023, in Gracechurch Street, è stata rinvenuta la più antica basilica cristiana di Londra, risalente al I secolo.

### Simboli
Lo stemma della Città di Londra consiste in uno scudo d'argento su cui si trova una croce di rosso, nel primo quarto è presente una spada collocata in palo. Sostengono lo scudo due tenenti o supporti a forma di draghi d'argento caricati di una croce di rosso. Il tutto è timbrato da un elmo con cercine e svolazzi di argento e rosso sormontato da un cimiero a forma di ala di drago d'argento caricata da una croce di rosso.
La bandiera della Città di Londra è basata sullo stemma. È composta dalla croce di San Giorgio in rosso su fondo bianco, e una spada rossa verticale in alto al sinistra. Se la bandiera è messa verticale, la spada deve essere ruotata cosicché è sempre verticale.

## Monumenti e luoghi d'interesse
Incendi, bombardamenti e la ricostruzione del secondo dopo guerra hanno significato che nella Città di Londra, nonostante la sua storia secolare, è rimasto intatto un numero relativamente basso di strutture storiche degne di nota. Tra queste, è da ricordare il monumento al grande incendio di Londra ("the Monument"), la cattedrale di San Paolo, il Guildhall, il Royal Exchange, la casa del Dott. Johnson, la Mansion House, la sinagoga Bevis Marks, e molte chiese (un gran numero delle quali disegnate da Sir Christopher Wren, architetto che progettò anche la cattedrale di San Paolo).
Il numero 2 di King's Bench Walk e la stanza del Principe Enrico sono edifici notevoli, storici superstiti dal bombardamento che colpì pesantemente l'area di Temple, ricostruita successivamente nella sua forma storica. Altri esempi di luoghi danneggiati dai bombardamenti e poi ripristinati sono la Staple Inn, nella zona di Holborn, e l'edificio del College of Arms nella Queen Victoria Street.
Vi sono ancora alcune piccole sezioni dei bastioni di Londra dell'età romana vicino alla Torre di Londra e nell'area di Barbican.
Vari edifici della City, costruiti durante il ventesimo secolo, sono divenuti monumenti classificati; tra questi vi sono la Bracken House, il primo tra gli edifici del secondo dopoguerra a essere insignito del titolo e a essere posto sotto protezione, l'intero complesso di Barbican e il complesso di Golden Lane.
Altri edifici notevoli sono diversi moderni grattacieli, la Banca d'Inghilterra, l'Old Bailey, il mercato di Smithfield e la sede della società Lloyd's di Londra.
La Torre di Londra, benché non si trovi nella City ma nel borgo di Tower Hamlets, è un'attrazione che attira visitatori anche nella parte sud-orientale della City. Di fronte alla stazione di Cannon Street si trova infine la Pietra di Londra, dalle origini sconosciute e a cui sono attribuite numerose leggende.

### Lombard Street

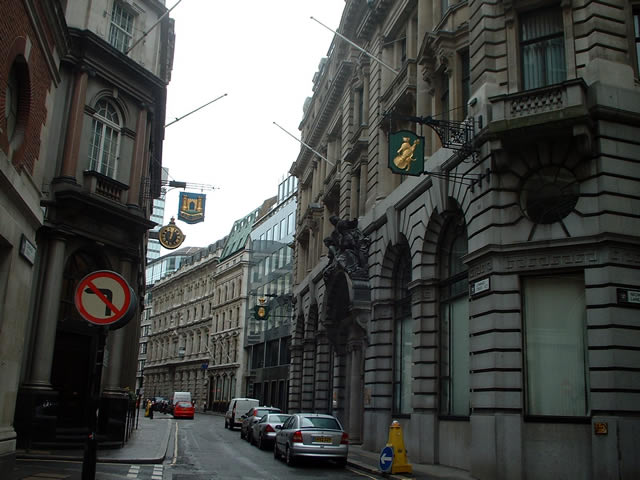
Lombard Street

È una strada della Città di Londra. Originariamente si trattava di un pezzo di terra concessa dal re Edoardo I a orafi provenienti dall'Italia settentrionale, all'epoca genericamente identificata come Lombardia.

Partendo dal crocevia con King William Street e Threadneedle Street, dove ha sede la Banca d'Inghilterra, attraversa la City da nord-ovest.
Fino al 1980 la maggior parte delle banche del Regno Unito avevano la loro sede in Lombard Street. Questo perché l'attività più praticata dagli Italiani all'estero è stata, fino al '600, quella di banchieri e prestatori di denaro, oltre che di mercanti. L'edificio al numero 54, per esempio, è stato a lungo la sede della banca Barclays prima che essa si trasferisse nel distretto finanziario di Canary Wharf.
In questa strada, inoltre, sono ubicate le chiese di St. Mary Woolnoth e St. Edmund the King & Martyr.
"Lombard Street to a China orange" è un modo di dire per indicare una grande ricchezza rispetto alla povertà.

### Grattacieli

#### Completati
Un numero crescente di grattacieli è usato principalmente per ospitare attività legate al settore finanziario. Pressoché tutti sono situati nel lato orientale, nella zona di Bishopsgate, nel centro finanziario. Nell'area nord della Città di Londra si trovano le tre torri residenziali del Barbican Estate e la CityPoint Tower (nei pressi della quale è in costruzione un'altra torre residenziale). Nel 2007, l'edificio Drapers' Gardens, alto 100 metri, fu demolito e sostituito da una torre più bassa.
Gli edifici più alti di 100 m (328 piedi) nella City sono:
| #  | Immagine | Nome                         | Data costruzione            | Altezza (m) | Piani | Uso          | Indirizzo             |
| -- | -------- | ---------------------------- | --------------------------- | ----------- | ----- | ------------ | --------------------- |
| 1  |          | Heron Tower                  | 2010                        | 230         | 46    | Uffici       | Bishopsgate, 110      |
| 2  |          | Tower 42                     | 1980                        | 183         | 47    | Uffici       | Old Broad Street, 25  |
| 3  |          | 30 St Mary Axe (The Gherkin) | 2003                        | 180         | 40    | Uffici       | St. Mary Axe, 30      |
| 4  |          | Broadgate Tower              | 2008                        | 164         | 35    | Uffici       | Bishopsgate, 201      |
| 5  |          | CityPoint                    | 1967                        | 127         | 36    | Uffici       | Ropemaker Street, 1   |
| 6  |          | Willis Building              | 2007                        | 125         | 26    | Uffici       | Lime Street, 51       |
| 7= |          | Cromwell Tower               | 1973                        | 123         | 42    | Residenziale | Barbican Estate       |
| 7= |          | Lauderdale Tower             | 1974                        | 123         | 42    | Residenziale | Barbican Estate       |
| 7= |          | Shakespeare Tower            | 1976                        | 123         | 42    | Residenziale | Barbican Estate       |
| 10 |          | St. Helen's (ex-Aviva Tower) | 1969                        | 118         | 28    | Uffici       | Undershaft, 1         |
| 11 |          | Cattedrale di San Paolo      | 1710                        | 111         | n/a   | Cattedrale   | Ludgate Hill          |
| 12 |          | 99 Bishopsgate               | 1976                        | 104         | 26    | Uffici       | Bishopsgate, 99       |
| 13 |          | Stock Exchange Tower         | 1970 (ricostruita nel 2009) | 100         | 27    | Uffici       | Old Broad Street, 125 |

#### Futuri
Gli edifici più alti di 100 metri in costruzione o prossimi alla costruzione sono:
| # | Immagine | Nome                  | Altezza (m) | Piani | Indirizzo                | Uso                | Stato              |
| - | -------- | --------------------- | ----------- | ----- | ------------------------ | ------------------ | ------------------ |
| 1 |          | 122 Leadenhall Street | 225         | 48    | Leadenhall Street, 122   | Uffici             | Costruito e in uso |
| 2 |          | 52-54 Lime Street     | 190         | 38    | Lime Street, 52-54       | Uffici             | In costruzione     |
| 3 |          | 100 Bishopsgate       | 172         | 40    | Bishopsgate, 100         | Uffici             | In costruzione     |
| 4 |          | Principal Place       | 161         | 52    | Shoreditch High Street   | Residenziale       | In costruzione     |
| 5 |          | 20 Fenchurch Street   | 160         | 39    | Fenchurch Street, 20     | Uffici             | Costruito e in uso |
| 6 |          | Heron Plaza           | 135         | 44    | Bishopsgate, 128-140     | Hotel/Residenziale | In costruzione     |
| 7 |          | The Heron             | 112         | 35    | Moor Lane (Milton Court) | Residenziale       | In costruzione     |

#### Cronologia degli edifici più alti dellaCity
Questa è la cronologia degli edifici più alti della Città di Londra (la Torre Bianca e la cattedrale di Southwark si trovano immediatamente fuori dai confini della City):
| Nome                           | Periodo detenzione Record | Metri (tetto) | Piani |
| ------------------------------ | ------------------------- | ------------- | ----- |
| 122 Leadenhall Street          | 2014-presente             | 225           | 48    |
| Heron Tower                    | 2010–2014                 | 202           | 46    |
| Tower 42                       | 1980–2010                 | 183           | 47    |
| CityPoint                      | 1967–1980                 | 122           | 35    |
| Cattedrale di San Paolo        | 1710–1962                 | 111           | n/a   |
| St Mary-le-Bow                 | 1683–1710                 | 72            | n/a   |
| "The Monument"                 | 1677–1683                 | 62            | n/a   |
| Cattedrale di Southwark        | 1666–1677                 | 50            | n/a   |
| Antica Cattedrale di San Paolo | 1310–1666                 | 150           | n/a   |
| Torre Bianca                   | 1098–1310                 | 27            | n/a   |

### Giardini e spazi aperti

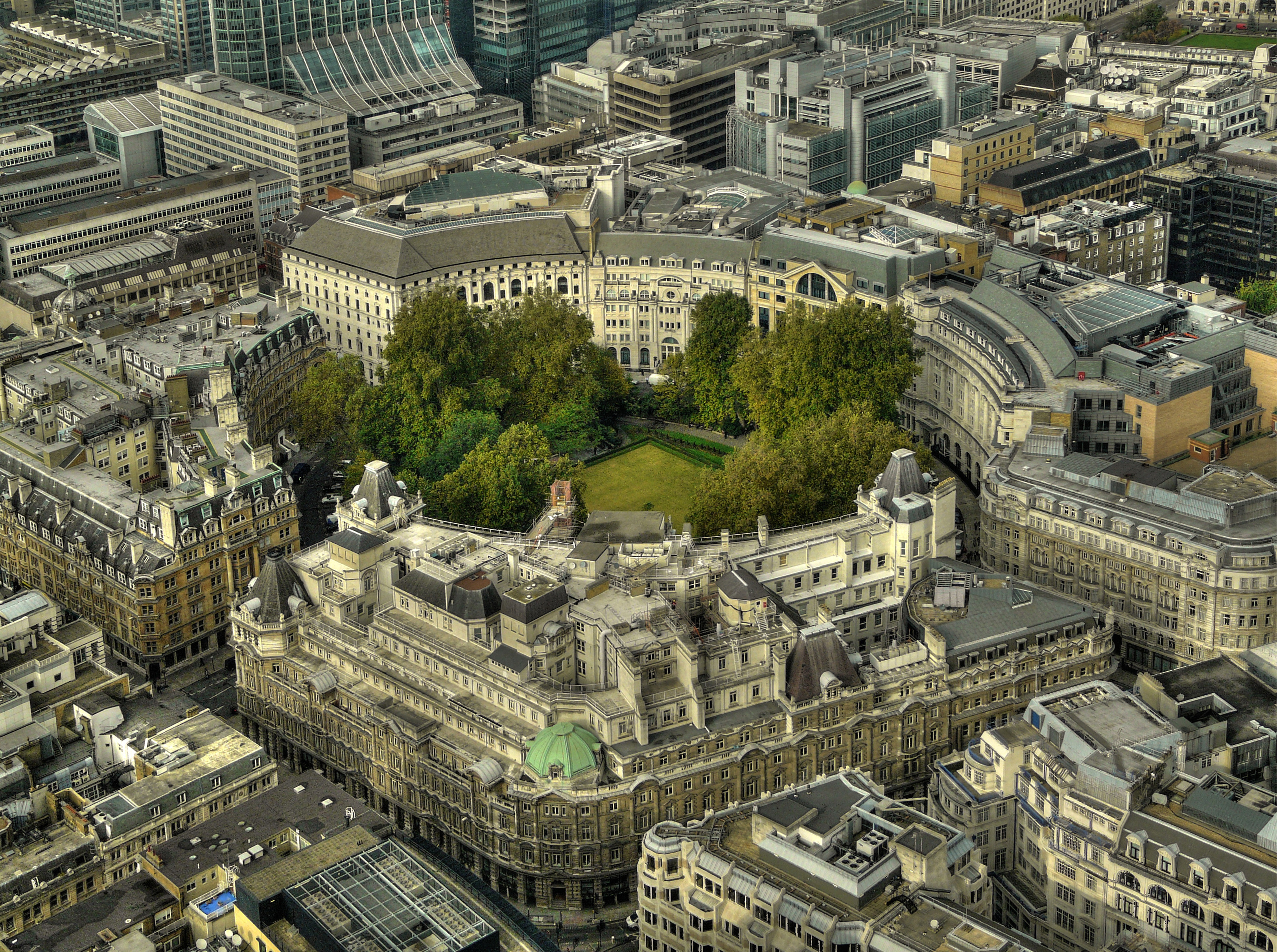
Finsbury Circus, il più grande giardino pubblico della City, visto dalla Tower 42

All'interno del Miglio Quadrato non vi sono parchi di notevoli dimensioni; tuttavia si trova un ampio numero di giardini e piccoli spazi aperti, molti dei quali sono mantenuti e gestiti dalla Corporazione della Città di Londra. Questi spazi aperti vanno da giardini pubblici, come quello di Finsbury Circus, contenente un campo da lawn bowls e un chiosco della musica, ai sagrati, come quello della chiesa di St. Olave Hart Street, alle fontane e le opere d'arte nei cortili e vicoli pedonali.
Questi luoghi aperti sono:
- Barber-Surgeons' Hall Garden, London Wall;
- Cleary Garden, Queen Victoria Street;[30]
- Finsbury Circus, Blomfield Street/London Wall/Moorgate;
- Jubilee Garden, Houndsditch;
- Portsoken Street Garden, Portsoken Street/Goodman's Yard;
- Postman's Park, Little Britain/Aldersgate;
- Seething Lane Garden, Seething Lane;
- St. Dunstan-in-the-East, St. Dunstan's Hill/Idol Lane;
- St. Mary Aldermanbury, Aldermanbury;
- il sagrato di St. Olave Hart Street, Seething Lane;
- il sagrato di St. Paul's, St. Paul's;
- West Smithfield Garden, West Smithfield;
- Whittington Gardens, College Street/Upper Thames Street.

Il Tamigi e le sue passeggiate lungo il fiume sono sempre più valutati come spazio aperto e negli ultimi anni sono stati compiuti sforzi notevoli per aumentare la possibilità per i pedoni di accedere e camminare lungo il fiume.

## Società

### Evoluzione demografia
Abitanti censiti

L'Office for National Statistics ha registrato, con il censimento del 2011, una popolazione di 7.000 unità, ossia, pressappoco, la stessa che aveva registrato nell'ultimo censimento del 2001.
Durante la prima metà del XIX secolo la popolazione residente nella Città di Londra era compresa tra le 120.000 e le 140.000 unità, diminuendo drasticamente nel periodo compreso tra il 1851 e il 1991 e con un lieve aumento soltanto tra il 1991 e il 2001.

### Etnie e minoranze straniere
Al censimento del 2001 la composizione etnica risultava essere: 84,6% caucasici; 6,8% asiatici 2,6% afro-britannici; 2,3% polietnici; 2,0% cinesi; 1,7% sono stati elencati come "altro".

### Istituzioni, enti e associazioni

#### Forze di polizia

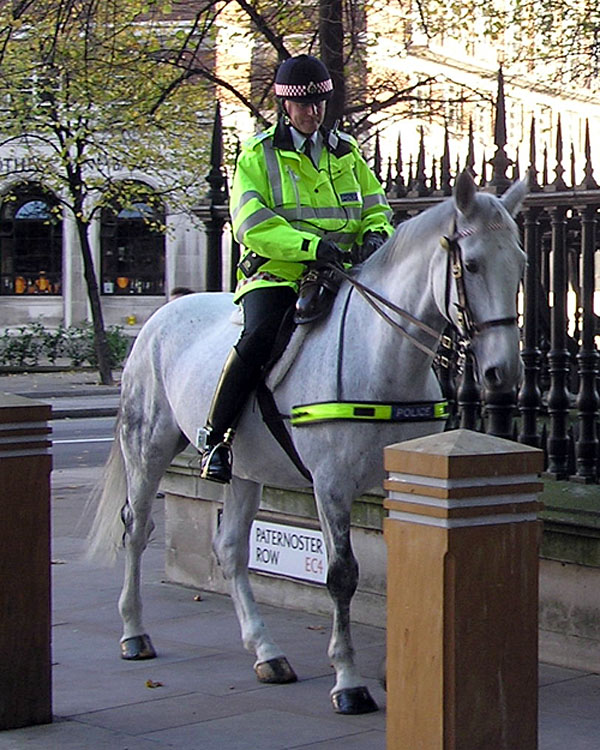
Agente della City of London Police a cavallo

La Città di Londra ha una propria forza di polizia, la City of London Police, separata dalla Metropolitan Police Service, che serve la Grande Londra. La Polizia della City ha tre stazioni di polizia, una presso Snow Hill, una lungo Wood Street e una lungo Bishopsgate, e dispone di 813 agenti di polizia, 85 Constables speciali e 48 PCSO (agenti di polizia a servizio della comunità). È la più piccola forza territoriale di polizia in Inghilterra e Galles, sia per l'area geografica che per il numero di agenti di polizia.
Se la maggioranza delle forze di polizia britanniche hanno distintivo di color argento, quelli della Polizia della Città di Londra sono di colore nero e oro con lo stemma della City. Il disegno a scacchi bianco e rosso (che sono i colori della Città di Londra) si trova unicamente nell'uniforme di questa forza di polizia indossano nelle maniche nella parte inferiore del elmo. Gli agenti donna indossano un foulard rosso e bianco. I sergenti di Polizia della City e poliziotti, durante la pattuglia a piedi, indossano elmetti crestati; su questi caschi non sono rappresentati né la corona di sant'Edoardo o la stella di Brunswick, che vengono utilizzati in molti altri caschi della polizia in Inghilterra e Galles.
La posizione della City come centro finanziario del Regno Unito e parte fondamentale dell'economia del paese (che contribuisce a circa il 2,5% del prodotto interno lordo del Regno Unito), ha reso il Miglio Quadrato un bersaglio della violenza politica. Il Provisional Irish Republican Army, per esempio, fece esplodere diverse bombe nei primi anni novanta, compreso quella del 1993 lungo Bishopsgate.
La zona è anche stata indicata come un possibile obiettivo per al-Qaida. Per esempio quando nel maggio del 2004 il programma della BBC Panorama ha esaminato il grado di preparazione dei servizi di emergenza della Gran Bretagna per un attacco terroristico sulla scala dell'11 settembre 2001, si è simulata l'esplosione di una sostanza chimica lungo Bishopsgate, nella parte orientale della City.
Con il termine "Anello d'acciaio" (Ring of steel) s'intende una misura particolarmente rilevante stabilita contro le minacce terroristiche, sulla scia degli attentati dell'IRA.

#### Vigili del fuoco
Nella City sono molti i luoghi a elevato rischio di incendio, tra cui la cattedrale di San Paolo, l'Old Bailey, Mansion House, Smithfield Market, la Guildhall e i numerosi grattacieli. C'è una sola stazione dei vigili del fuoco all'interno della Città di Londra, presso Dowgate, dotato di un apparecchio di pompaggio: pertanto, la Città di Londra deve contare sulle stazioni dei pompieri dei borghi circostanti come supporto in alcuni episodi.

### Qualità della vita
Secondo il censimento i residenti che lavorano a tempo pieno della City hanno una paga settimanale lorda molto più elevata rispetto al resto di Londra e della Gran Bretagna (Inghilterra, Galles e Scozia): £773,30 rispetto, rispettivamente, a £598,60 e £491,00. Vale la pena notare, tuttavia, la grande disuguaglianza tra i sessi, in quanto, a fronte delle £1085,90 di salario degli uomini, le donne guadagnano £653,50.
Tra i 376 distretti censiti in Inghilterra e Galles, nel censimento del 2001 emergono alcuni primati che la Città di Londra ha: la City, infatti, aveva la più alta percentuale in termini di aumento della popolazione, il più alto numero di famiglie non-motorizzate (e, conseguentemente, anche il più basso numero di persone che si recano al lavoro utilizzando mezzi privati), il più alto numero di nuclei familiari composte da un solo componente, il più alto numero di persone con qualifiche a livello universitario o superiore, le più alte indicazioni di sovraffollamento, il più basso numero di componenti di un nucleo familiare e il più basso numero di nuclei familiari composti da coppie sposate.
Emerge, anche, che la Città di Londra ha il più alto numero, in percentuale di atei e di occupati, all'interno dell'area della Grande Londra.

## Economia

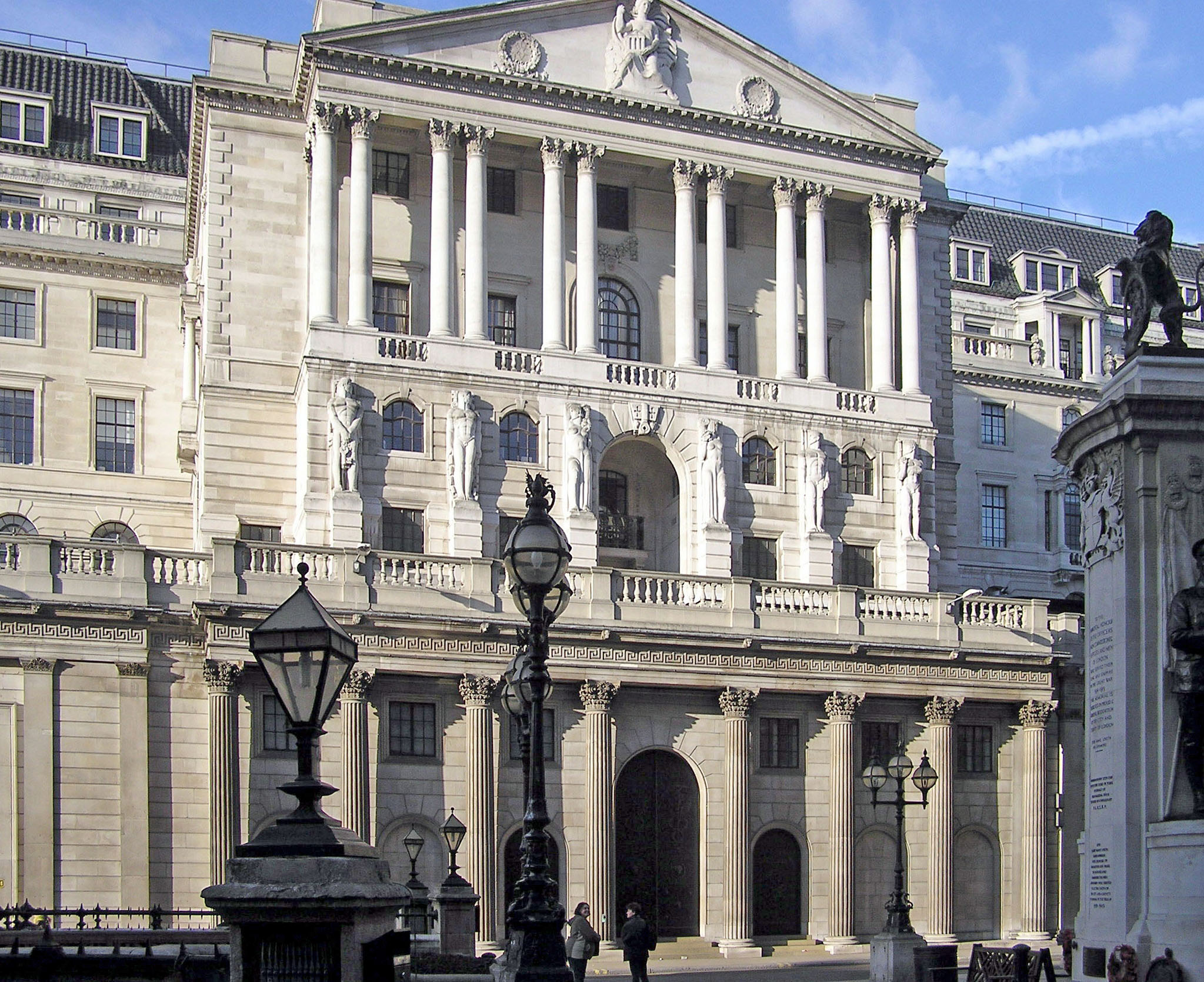
La Banca d'Inghilterra, lungo Threadneedle Street, è la banca centrale del Regno Unito

La Città di Londra gareggia con New York come capitale finanziaria del mondo; questo è dovuto al fatto che molte istituzioni bancarie e assicurative hanno la loro sede ivi: nella City hanno sede, tra gli altri, la Borsa di Londra (London Stock Exchange), il Lloyd's di Londra (leader nel campo assicurativo) e la Banca d'Inghilterra e oltre 500 banche vi hanno uffici e sedi. La Città di Londra, inoltre, è leader affermata nel commercio di eurobbligazioni, nel mercato valutario, nel campo dei futures energetici e nel campo assicurativo mondiale. Nel 1995, nella Città di Londra è stato fondato l'Alternative Investment Market, un mercato per le negoziazioni in titoli azionari di piccole e medie imprese. Nel 2009, la Città di Londra produceva il 2,4% del PIL del Regno Unito.
Londra è il principale mercato valutario del mondo, con gran parte del commercio condotto all'interno del Miglio Quadrato. Nel 2009 è stato misurato che del fatturato globale quotidiano di $3'980 miliardi, le negoziazioni nel mercato finanziario di Londra hanno fatturato circa 1'850 miliardi di dollari, ossia il 46,7 % del totale. La sterlina, la moneta del Regno Unito, è globalmente la quarta valuta più scambiata e la terza valuta di riserva più trattenuta.
Dal 1991, Canary Wharf, a pochi chilometri a est della City, nel borgo di Tower Hamlets, è diventato un altro centro dell'industria dei servizi finanziari di Londra, causando la delocalizzazione di molte banche e altre istituzioni in precedenza situate nel Miglio Quadrato. Per questo motivo, benché la crescita sia continuata sia nella City che a Canary Wharf, la Corporazione della Città di Londra si è resa conto che le sue politiche di pianificazione possono essere la causa per cui varie imprese finanziarie hanno incominciato a scegliere Canary Wharf come sede, anziché il Miglio Quadrato.

### Sedi centrali

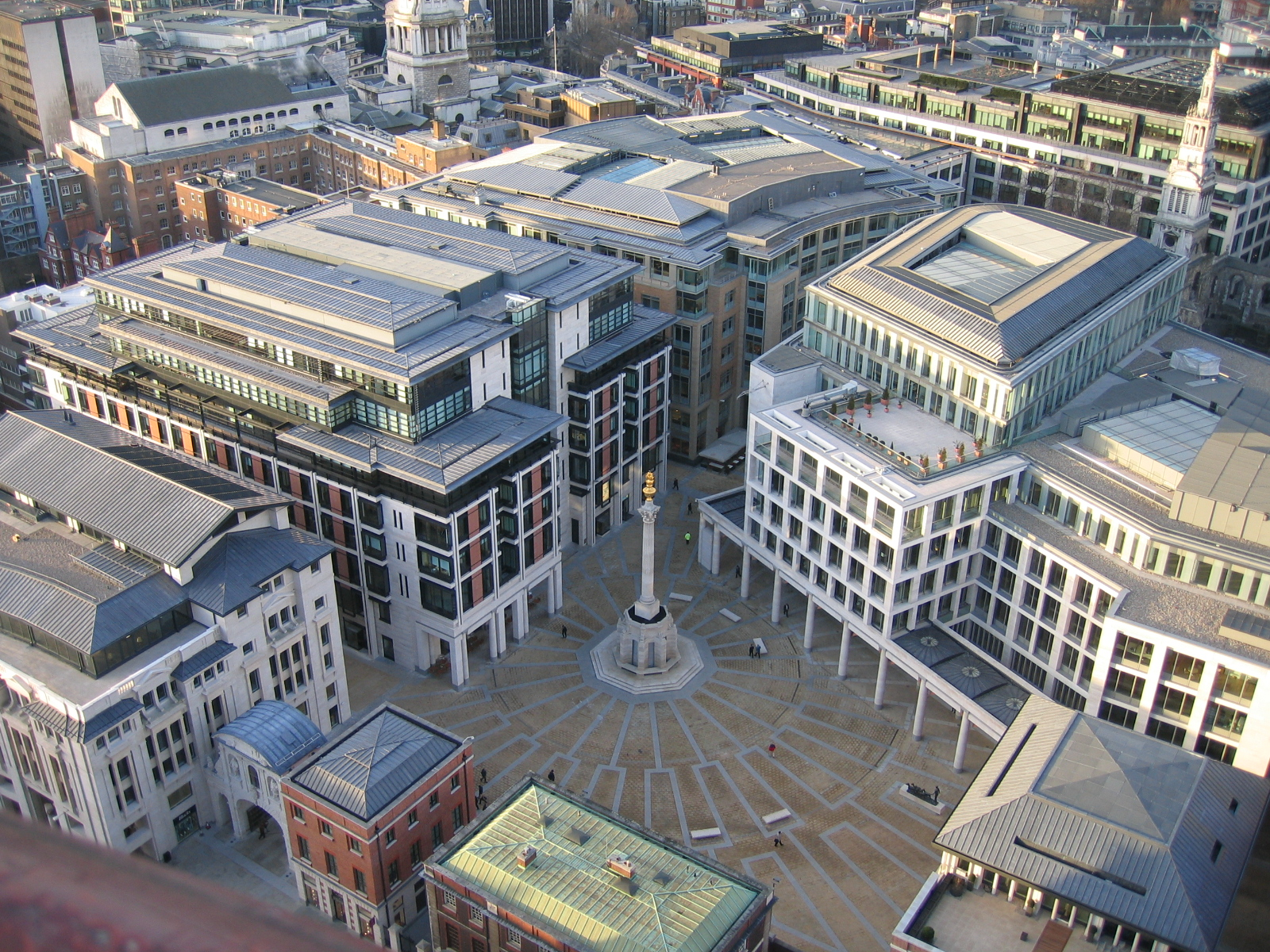
Paternoster Square, sede della Borsa di Londra

Molte tra le principali compagnie del mondo hanno la loro sede centrale nella City; tra queste vi sono: Aviva, BT Group, Lloyds Banking Group, Old Mutual, Prudential, Standard Chartered, Unilever, e Ernst & Young.
Inoltre, un certo numero di studi legali, tra i più grandi del mondo, hanno sede nel Miglio Quadrato, tra cui Allen & Overy, Freshfields Bruckhaus Deringer, DLA Piper, Hogan Lovells, Linklaters, Eversheds e Slaughter and May.

### Diversificazione non-finanziaria
La tendenza dello sviluppo di edifici puramente a uso per uffici ha cominciato a invertirsi quando la Corporazione della Città di Londra ha incominciato a incoraggiare la costruzione e l'utilizzo di edifici a scopi residenziali; con questo sviluppo si è verificato un grande guadagno inaspettato e, a oggi, la City ha un target di 90 abitazioni addizionali all'anno. Alcuni tra questi alloggi si trovano all'interno di piccoli edifici classificati precedenti alla Seconda guerra mondiale, non adatti per l'occupazione da parte delle grandi imprese che sono attualmente i maggiori datori di lavoro della City. Sviluppi residenziali previsti includono la zona di Milton Court (Heron Tower), adiacente al Barbican e l'Heron Plaza lungo Bishopsgate.
Dagli anni novanta la Città di Londra ha applicato questa politica di diversificazione anche in altri modi, per esempio con l'apertura di molti alberghi e del primo grande magazzino, aperto nel 2000. Un ulteriore centro commerciale è stato inaugurato lungo la New Change, nella zona del Cheapside (vicino alla cattedrale di San Paolo) nell'ottobre del 2010. Purché questo nuovo centro commerciale sia aperto per l'intera settimana, molte aree della City, in particolare nella parte orientale, rimangono vuote durante fine settimana quando, oltre agli uffici, molti negozi, pub e bar rimangono chiusi.

### Altri settori
Benché il settore finanziario e le connesse imprese e istituzioni continuano a dominare nella City l'economia non si limita a tale settore. La professione legale, infatti, ha una forte presenza soprattutto a ovest e a nord (ossia nell'area delle Inns of Court). Le imprese al dettaglio, una volta importanti nell'economia della Città di Londra, si sono gradualmente spostate nel West End di Londra; tuttavia è ormai divenuta politica della Corporazione incoraggiare la vendita al dettaglio in alcune aree, per esempio presso Cheapside, vicino alla cattedrale di San Paolo.
Anche se il turismo non è attualmente un importante contributo per l'economia o il carattere della City, la Città di Londra ha un certo numero di attrazioni per i visitatori, soprattutto in base al suo patrimonio storico, così come il Barbican Centre e l'adiacente Museum of London. In virtù della presenza molti pub, bar e ristoranti, inoltre, le aree intorno a Bishopsgate, soprattutto verso Shoreditch (Hackney), sono divenuti importanti luoghi per la vita notturna della capitale britannica.

Il mercato della carne di Smithfield continua a essere uno dei principali mercati di Londra (l'unico rimasto nel centro di Londra) e il più grande mercato della carne del paese. A est di questo, si trova il Leadenhall Market, un mercato di alimenti freschi che è anche una nota attrazione turistica.

## Infrastrutture e trasporti

### Ferrovie e metropolitane

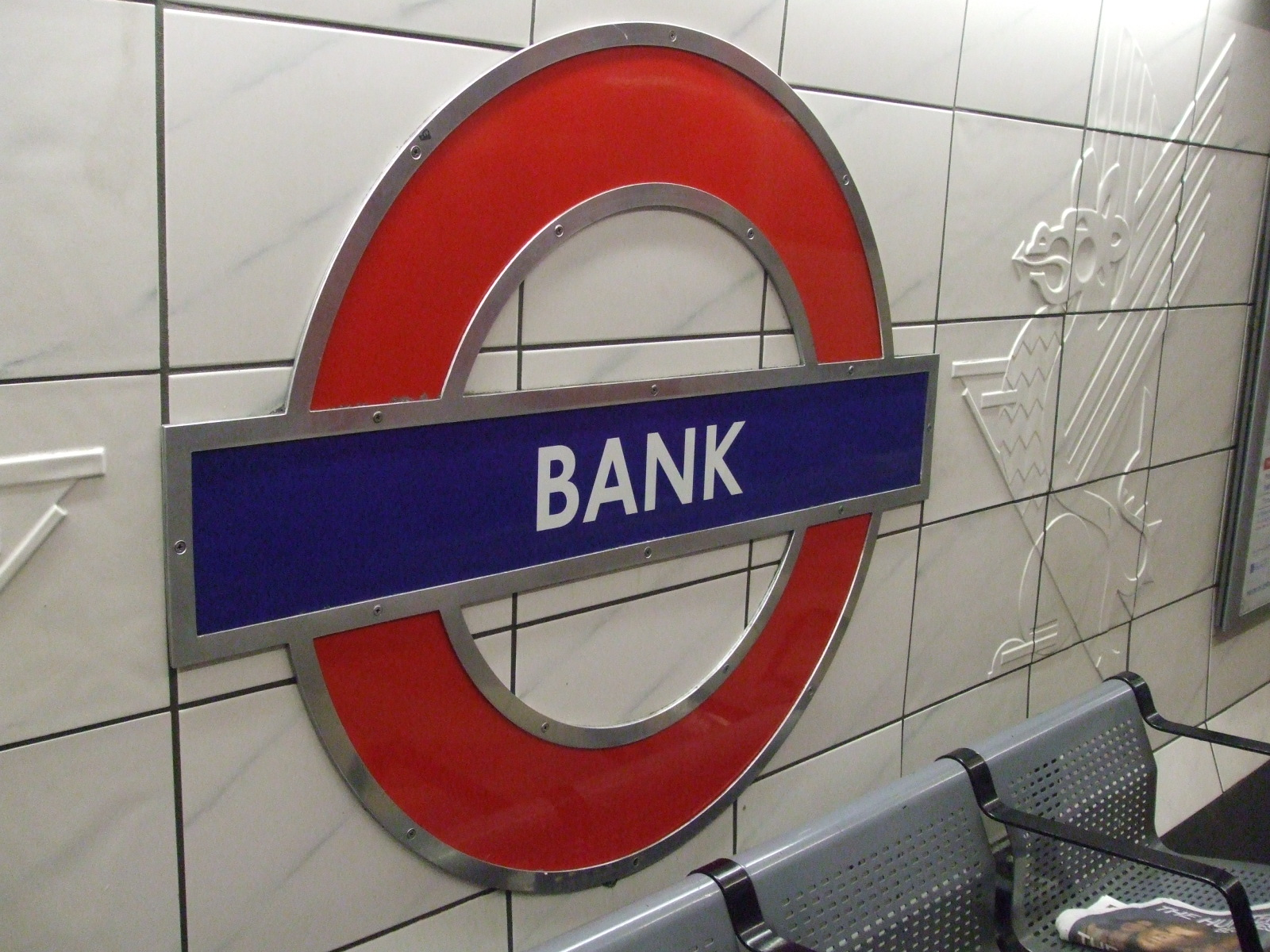
Il tipico segnale della metropolitana londinese (affiancato dal Dragone della City) alla stazione di Bank

La City è ben servita dalla rete metropolitana di Londra e dalla Docklands Light Railway (DLR), con 11 stazioni della metropolitana (contando le stazioni di Bank e di Monument separatamente) e due stazioni della DLR.

Tre stazioni di testa della rete della National Rail si trovano nella Città (quella di Liverpool Street, di Fenchurch Street e di Cannon Street) mentre stazione di London Bridge, anch'essa di testa, si trova dall'altra parte del ponte omonimo, nel borgo di Southwark.
La linea Thameslink corre da nord a sud attraverso la parte occidentale, con due stazioni nella City, City Thameslink e Blackfriars.
Moorgate è il capolinea della Northern City Line.
Tutta la Città si trova all'interno della Travelcard Zone 1.
La City sarà attraversata longitudinalmente dal Crossrail, la linea ferroviaria a elevata capacità che dovrebbe essere completata entro un indeterminato futuro; questa attraverserà la parte settentrionale della City in sotterranea, e, in zona, fermerà presso le stazioni di Farringdon (che verrà collegata a quella di Barbican) e di Liverpool Street (collegata a quella di Moorgate).

### Strade
Le strade nazionali A1, A10, A3, A4 e A40 incominciano presso la City.
La City si trova all'interno dell'area della London congestion charge, con l'eccezione di una piccola parte sul confine orientale, che si trova al di fuori della circonvallazione interna (Inner Ring Road, che segna in confine della zona della congestion charge.

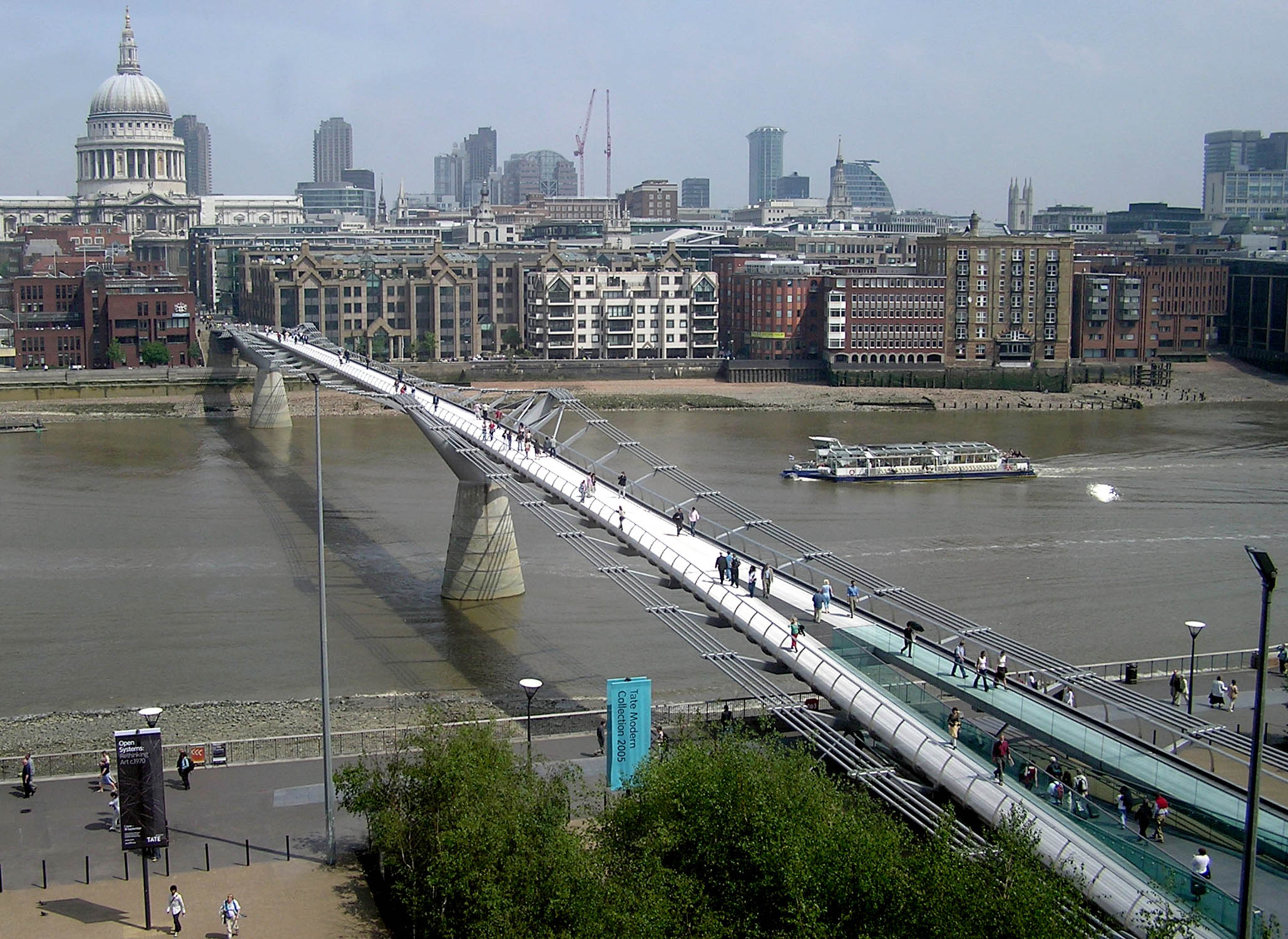
Il Millennium Bridge visto da sud, verso la Cattedrale di San Paolo e la City

I seguenti ponti (elencati da ovest verso est, quindi verso valle) attraversano il fiume Tamigi:
- il Blackfriars Bridge
- il Blackfriars Railway Bridge (ponte ferroviario)
- il Millennium Bridge (ponte pedonale)
- il Southwark Bridge
- il Cannon Street Railway Bridge (ponte ferroviario)
- il London Bridge

Il Tower Bridge non si trova nella City ma nel borgo di Tower Hamlets.
Come il resto del centro di Londra, la Città di Londra è servita da numerose linee automobilistiche, anche durante le ore notturne.
Due autostazioni sono presenti nella Città di Londra: una ad Aldgate, sul confine orientale con il borgo di Tower Hamlets, e una presso la stazione di Liverpool Street.
Nella City si contano circa ventotto stazioni della rete Barclays Cycle Hire.

### Trasporti fluviali

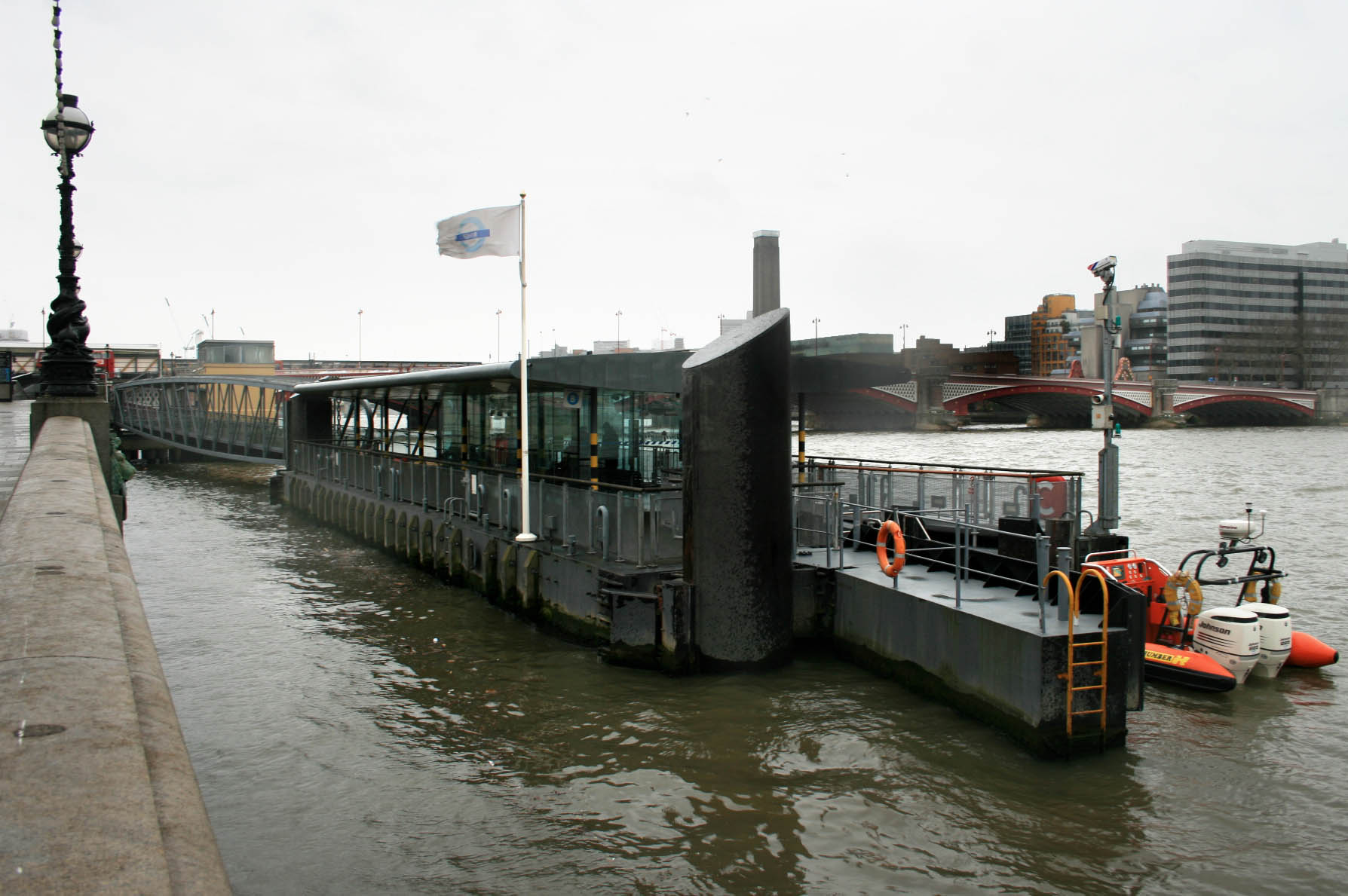
Molo di Blackfriars Millennium

L'unico molo del Tamigi nella City servito dai London River Services è il molo Blackfriars Millennium; la zona è, tuttavia, servita anche dal molo Tower Millennium, trovandosi questo adiacente al confine con Tower Hamlets, vicino alla Torre di Londra.

Una delle 25 banchine salvaguardate del porto di Londra, la banchina di Walbrook, è adiacente alla stazione di Cannon Street, ed è usata dall'autorità portuale di Londra per trasferire rifiuti via il fiume. È stato proposto l'ammodernamento del molo di Swan Lane, che si trova appena a monte rispetto al London Bridge, per permettere da questo regolari servizi di passeggeri; nel progetto si parla di 2012-2015 come date per i lavori. Al contempo, è prevista l'estensione della banchina del molo Tower.
Lungo la sponda del Tamigi, si trova una passeggiata pubblica, aperta in varie fasi in anni recenti; l'unica sezione che non corre lungo il fiume è un piccolo tratto presso Queenhithe. Inoltre, questo lungofiume viene chiuso presso la banchina di Walbrook ai pedoni quando i rifiuti vengono caricati sulle chiatte.

### Spostamenti dei residenti
Un'indagine del marzo del 2011 ha rivelato che i principali mezzi di trasporto che i residenti della Città di Londra utilizzavano per recarsi sui propri luoghi di lavoro erano: a piedi il 36,4% della popolazione tra i 16 e i 74 anni; con metropolitana o tram il 6,9%; con treni il 4,3%; con autobus o pullman il 4,2%; con biciclette il 4%; con la propria automobile il 2,3%. Il rimanente 6,9% della popolazione lavora a o da casa.

## Amministrazione
La Città di Londra ha uno status politico unico, un retaggio della sua integrità ininterrotta come città corporativa dal periodo anglosassone e il suo rapporto singolare con la Corona. Storicamente il suo sistema di governo non era insolito, ma, differentemente da altre unità amministrative locali, non è stato riformato dalla Municipal Corporations Act del 1835 e, pur essendo questo sistema, successivamente stato leggermente modificato da alcune riforme, è rimasto sostanzialmente invariato.
La Città di Londra è governata dalla Corporazione di Londra, istituzione secolare, con a capo il Lord sindaco della City di Londra (da non confondersi con il più recente Sindaco di Londra), che, oltre a svolgere varie funzioni all'interno della Città di Londra, possiede anche molti spazi verdi, parchi, boschi, terre comuni, in diversi punti della Grande Londra.

La struttura della Corporazione ha, dunque, caratteristiche uniche di retaggio medievale che confliggono con l'odierno concetto di democrazia: l'elettorato attivo non si basa solo sulla residenza, che anzi è una componente minoritaria, ma è appannaggio soprattutto delle società private che hanno sede nella City e che nominano i loro rappresentanti elettori. La Corporazione comprende due consigli (differentemente dalle altre città del Regno Unito): la "Corte degli Assessori" (Court of Aldermen) eletta in 25 collegi uninominali, e la "Corte del Consiglio Comune" (Court of Common Council) composta di cento membri scelti negli stessi collegi che, ovviamente, divengono plurinominali. Le due principali cariche individuali, il Signor Sindaco e l'Alto Sceriffo, sono scelti con suffragio ristretto ed elettorato passivo limitato.
La permanenza nel XXI secolo di un simile sistema di governo è giustificata non solo dal ristrettissimo numero dei residenti, solo ottomila sugli otto milioni della metropoli di Londra in generale, che oltretutto hanno uno scarsissimo ricambio a causa degli esorbitanti costi degli edifici o anche solo degli affitti del quartiere, ma soprattutto per la ricaduta economica garantità dalle società private in cambio di un simile potere. L'istituzione dell'autorità della Grande Londra, funzionante sugli ordinari principi democratici e sovraordinata alla City, ha inoltre limitato gli effetti di tale anomalia.

### Quartieri
La Città di Londra è composta da 25 quartieri, i cui confini sono stati modificati nel 2003.

Sono i "sopravvissuti" del sistema di governo medievale che ha permesso alle piccole zone locali di continuare a esistere come unità autonome all'interno della città più ampia.
Ogni quartiere ha un Aldermanno, la cui carica, che storicamente era una carica a vita, dura sei anni. Ogni quartiere continua ad avere il proprio sagrestano (Beadle, in inglese), un antico ufficio che ora è in gran parte cerimoniale: la principale funzione che rimane loro è la gestione del wardmote, un incontro annuale di elettori, rappresentanti e funzionari di ogni distretto. Durante lo svolgimento degli wardmotes gli assessori del distretto nominano almeno un Vice per l'anno a venire. Ogni distretto ha anche un Ward Club, un'associazione di residenti simili a quelle che possono trovarsi nel resto del paese.

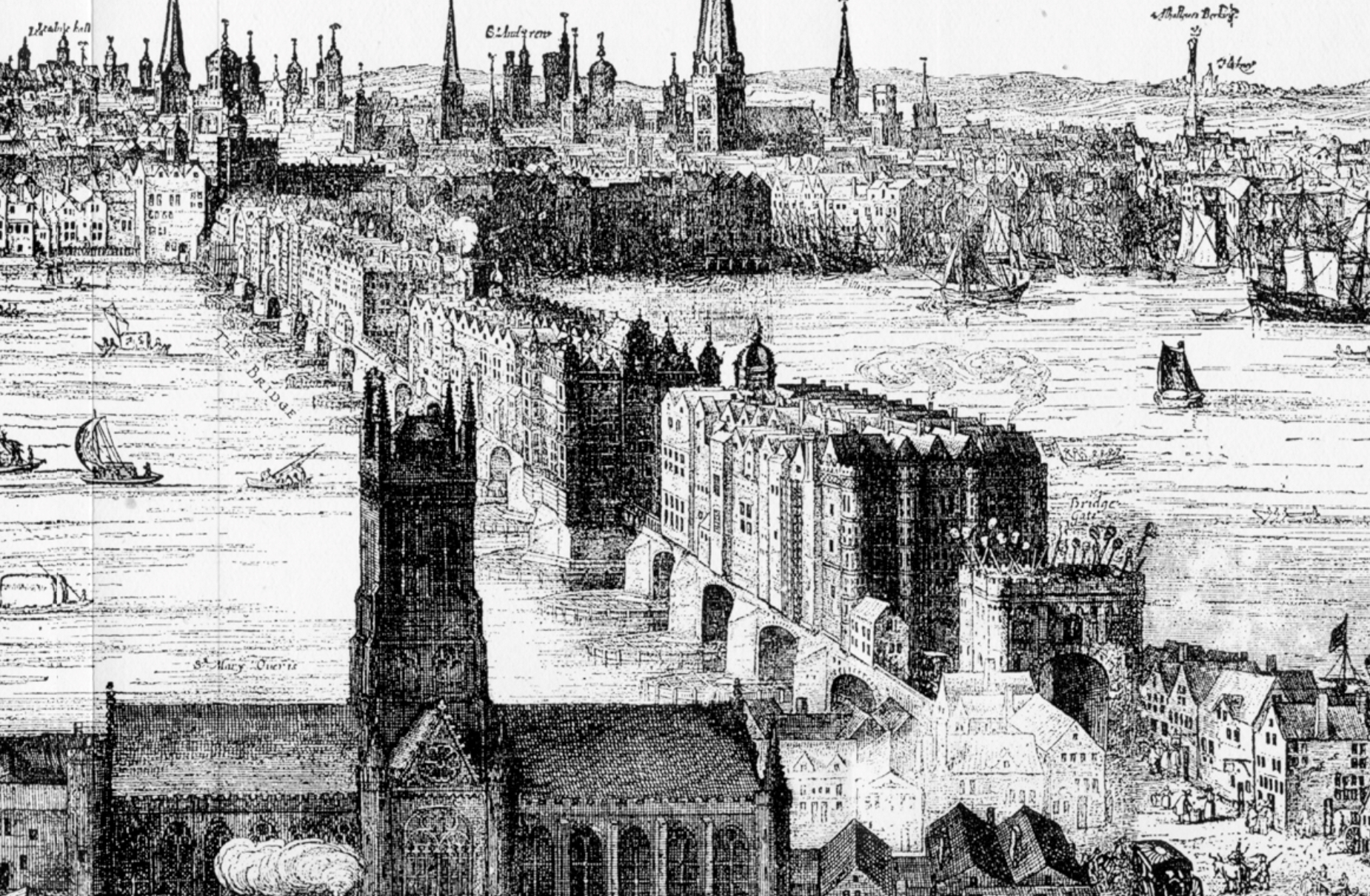
Tra il 1550 e il 1889, la Città di Londra si estendeva anche a sud del Tamigi. Questo distretto era il distretto di Bridge Without

Pur essendo i distretti unità amministrative locali presenti da lungo tempo, il loro numero è cambiato solo tre volte:
- nel 1394, Farringdon è stato diviso in Farringdon Within e Farringdon Without;
- nel 1550 è stato creato il distretto di Bridge Without a sud del fiume; per questo motivo l'allora distretto di Bridge è stato rinominato Bridge Within;[53]
- nel 1978, i distretti di Bridge Within e Bridge Without, sono stati fusi per creare il distretto di Bridge.[54]

Ogni rione elegge un Aldermanno alla Corte di Aldermanni e dei Comuni (l'equivalente di un consigliere delle altre città), alla Corte di Consiglio Comune della Corporazione. Solo elettori che sono uomini liberi della Città di Londra sono eleggibili. Il numero di Comuni che rappresentano un distretto presso la Corte di Consiglio Comune varia da due a dieci, a seconda del numero di elettori in ogni distretto: a partire dal 2003, è stato stabilito che i quattro distretti prevalentemente residenziali eleggono 20 dei cento Comuni, sono eletti dai residenziali, mentre i distretti prevalentemente aziendali eleggono i restanti 80 Comuni. I quattro distretti sono considerati prevalentemente residenziali sono Portsoken, Queenhithe, Aldersgate e Cripplegate.
I 25 distretti della Città di Londra sono:
| Quartiere               | Comuni presso la Corte di Consiglio Comune (2003 - 2013) | Comuni presso la Corte di Consiglio Comune (2013 -) | Divisioni | Note |
| ----------------------- | -------------------------------------------------------- | --------------------------------------------------- | --- | --- |
| Aldersgate              | 5                                                        | 6                                                   | Spesso (benché non sempre) diviso in "Within" e "Without" | Nome derivato dalla porta romana |
| Aldgate                 | 5                                                        | 5                                                   | nessuna | Nome derivato dalla porta romana |
| Bassishaw               | 3                                                        | 2                                                   | nessuna | Anticamente chiamato Basinghall ward; storicamente il più piccolo distretto                                                                         |
| Billingsgate            | 2                                                        | 2                                                   | nessuna | |
| Bishopsgate             | 8                                                        | 6                                                   | Spesso (anche oggi) diviso in "Within" e "Without", con un Vice scelto per ciascuna divisione | Nome derivato dalla porta romana |
| Bread Street            | 2                                                        | 2                                                   | nessuna | |
| Bridge e Bridge Without | 2                                                        | 2                                                   | nessuna | Creato per fusione da "Bridge Within" con "Bridge Without" nel 1978; comunemente conosciuto solo come Bridge                                        |
| Broad Street            | 3                                                        | 3                                                   | Storicamente (prima del 1800) era diviso nelle sezioni "Upper" e "Lower" | |
| Candlewick              | 2                                                        | 2                                                   | nessuna | |
| Castle Baynard          | 7                                                        | 8                                                   | Storicamente (prima del 1800) era diviso nelle sezioni "First" e "Second" | Nome derivato dall'antico Baynard's Castle |
| Cheap                   | 2                                                        | 3                                                   | nessuna | Antico nome per "mercato" |
| Coleman Street          | 5                                                        | 4                                                   | nessuna | |
| Cordwainer              | 3                                                        | 3                                                   | nessuna | Talvolta chiamato con il nome di "Cordwainers' ward" ("distretto dei calzolai", in italiano — il settore che dà il nome al distretto                |
| Cornhill                | 2                                                        | 3                                                   | nessuna | |
| Cripplegate             | 9†                                                       | 8                                                   | Spesso (anche oggi) diviso in "Within" e "Without", con 5 Comuni rappresentanti Within, 4 Without, e un Sagrestano e un Vice assegnato per ogni sezione | Nome derivato dalla porta romana |
| Dowgate                 | 2                                                        | 2                                                   | Storicamente (prima del 1800) diviso nelle sezioni "East" e "West" | |
| Farringdon Within       | 8†                                                       | 8                                                   | Attualmente diviso in "North Side" e "South Side", con 4 Comuni rappresentanti ciascuna sezione e un Vice per ognuna di queste | Risultante dalla divisione del distretto "Farrington" nel 1934; dentro i bastioni romani di Londra                                                  |
| Farringdon Without      | 10†                                                      | 10†                                                 | Diviso (storicamente) in "Fleet Street Side" e "Holborn Sides", o (sia storicamente che attualmente) in "North Side" e "South Side" Comuni rappresentanti ciascuna sezione e un Vice per ognuna di queste. La City Police ha, invece, diviso il distretto nelle sezioni "East" e "West" | Risultante dalla divisione del distretto "Farrington" nel 1934; fuori dai bastioni romani di Londra; include l'area di Inner Temple e Middle Temple |
| Langbourn               | 2                                                        | 3                                                   | Storicamente (prima del 1800) era diviso in "East" e "West" | Compitato in modo vario durante gli anni; possibilmente nominato a causa della presenza di un ignoto fiume sotterraneo                              |
| Lime Street             | 3                                                        | 4                                                   | nessuna | |
| Portsoken               | 4                                                        | 4                                                   | nessuna | Giace interamente fuori dai bastioni romani di Londra                                                                                               |
| Queenhithe              | 2                                                        | 2                                                   | nessuna | |
| Tower                   | 5                                                        | 4                                                   | nessuna | Storicamente noto come "Tower Street ward" |
| Vintry                  | 2                                                        | 2                                                   | nessuna | Nome dovuto alle connessioni del distretto con la Worshipful Company of Vintners                                                                    |
| Walbrook                | 2                                                        | 2                                                   | nessuna | Nome derivato dalla presenza di un piccolo (ora sotterraneo) torrente che scorre attraverso l'area                                                  |

### Sistema elettorale
La City ha un sistema elettorale unico.

La maggior parte dei suoi elettori sono i rappresentanti delle imprese e di altri organismi che occupano locali in loco, mentre il voto dei residenti rappresenta una minoranza.
La giustificazione principale per la votazione ai non-residenti è che circa i 330.000 impiegati delle imprese del Miglio Quadrato costituiscono la maggior parte della popolazione diurna, che utilizza la maggior parte dei servizi della Città di Londra, superando di gran lunga in numero i residenti, che sono circa 7.000.
Tuttavia, questo sistema elettorale è stato a lungo controverso: infatti, la votazione delle imprese finanziarie è stata abolita in tutte le altre elezioni dei consigli locali del Regno Unito nel 1969.
Un atto privato del Parlamento nel 2002 ha riformato il sistema elettorale per l'elezione dei deputati della Corporazione della Città di Londra e ha ricevuto l'Assenso Reale il 7 novembre 2002. Con il nuovo sistema il numero degli elettori non-residenti è raddoppiato, passando da 16000 a 32000: imprese precedentemente private dei diritti civili (insieme ad altre organizzazioni) hanno ricevuto il diritto di nominare gli elettori, in aggiunta a quelli già rappresentati, e tutti questi corpi sono ora tenuti a scegliere i loro elettori in modo rappresentativo.
Gli enti che occupano meno di dieci persone possono nominare un elettore, quelli che impiegano da dieci a cinquanta persone nominano un elettore per ogni cinque dipendenti mentre quelli che impiegano più di cinquanta persone dispongono di dieci elettori e di un elettore aggiuntivo per ogni cinquanta dipendenti oltre i primi cinquanta.
La Legge ha anche eliminato altre anomalie che erano invariate dagli anni 50 dell'Ottocento.

### The Temple
All'interno della City si trovano due edifici giudiziari, Inner Temple e Middle Temple, che fanno parte a tutti gli effetti della Città di Londra, ma non sono amministrate dalla Corporazione per la permanenza di un privilegio ancestrale.
I quartieri in cui si trovano Inner Temple e Middle Temple (che confinano l'uno con l'altro, complessivamente noti come "The Temple") sono due delle poche rimaste libertà, un'antica divisione geografica inglese. Si tratta di aree extra-parrocchiali indipendenti, storicamente non disciplinate dalla Corporazione di Londra (e, ancora oggi, considerati come enti locali per la maggior parte degli scopi) e al di fuori della giurisdizione ecclesiastica del Vescovo di Londra. Pur essendo entro i confini e le libertà della Città di Londra, possono essere considerati enclavi indipendenti. Sono entrambi parte della distretto di Farringdon Without della Città di Londra.